# 2019年-2020年香港民主化デモ

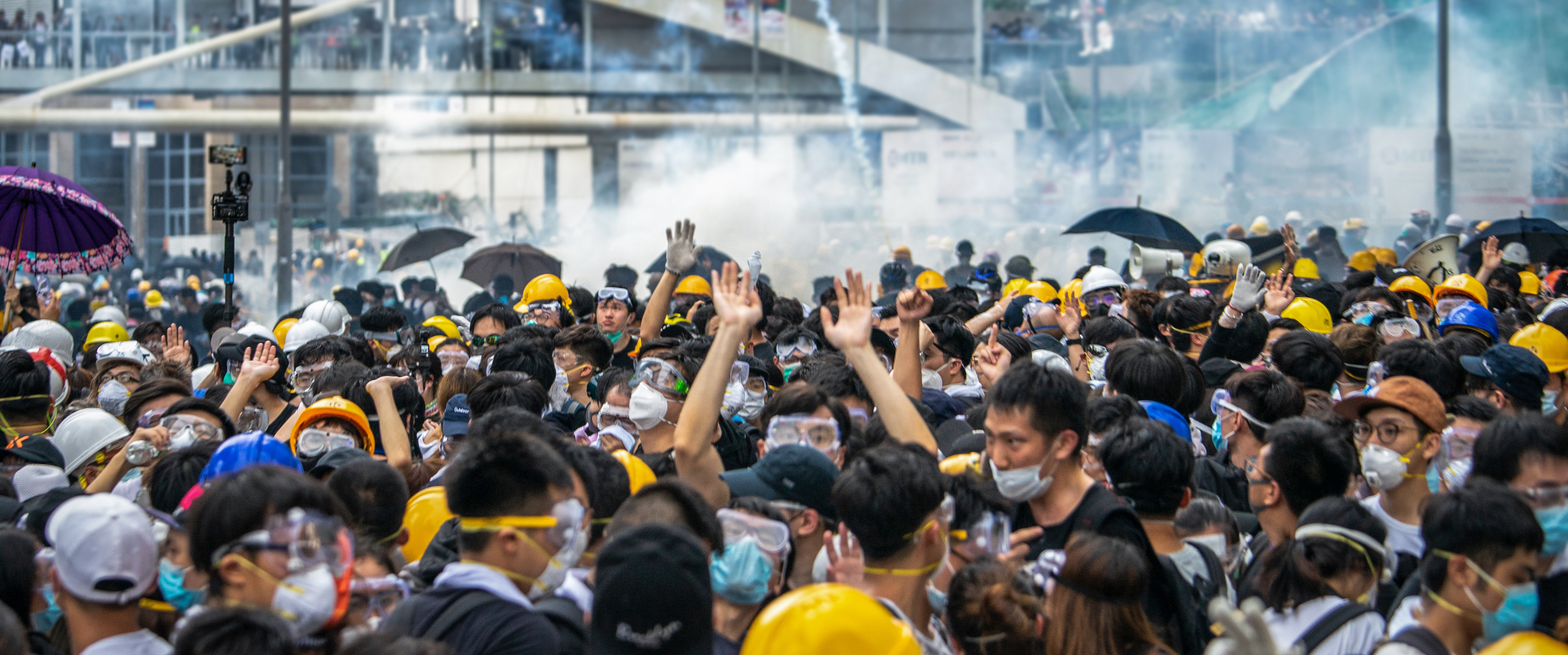
2019年6月12日香港逃亡犯条例改正案反対デモ

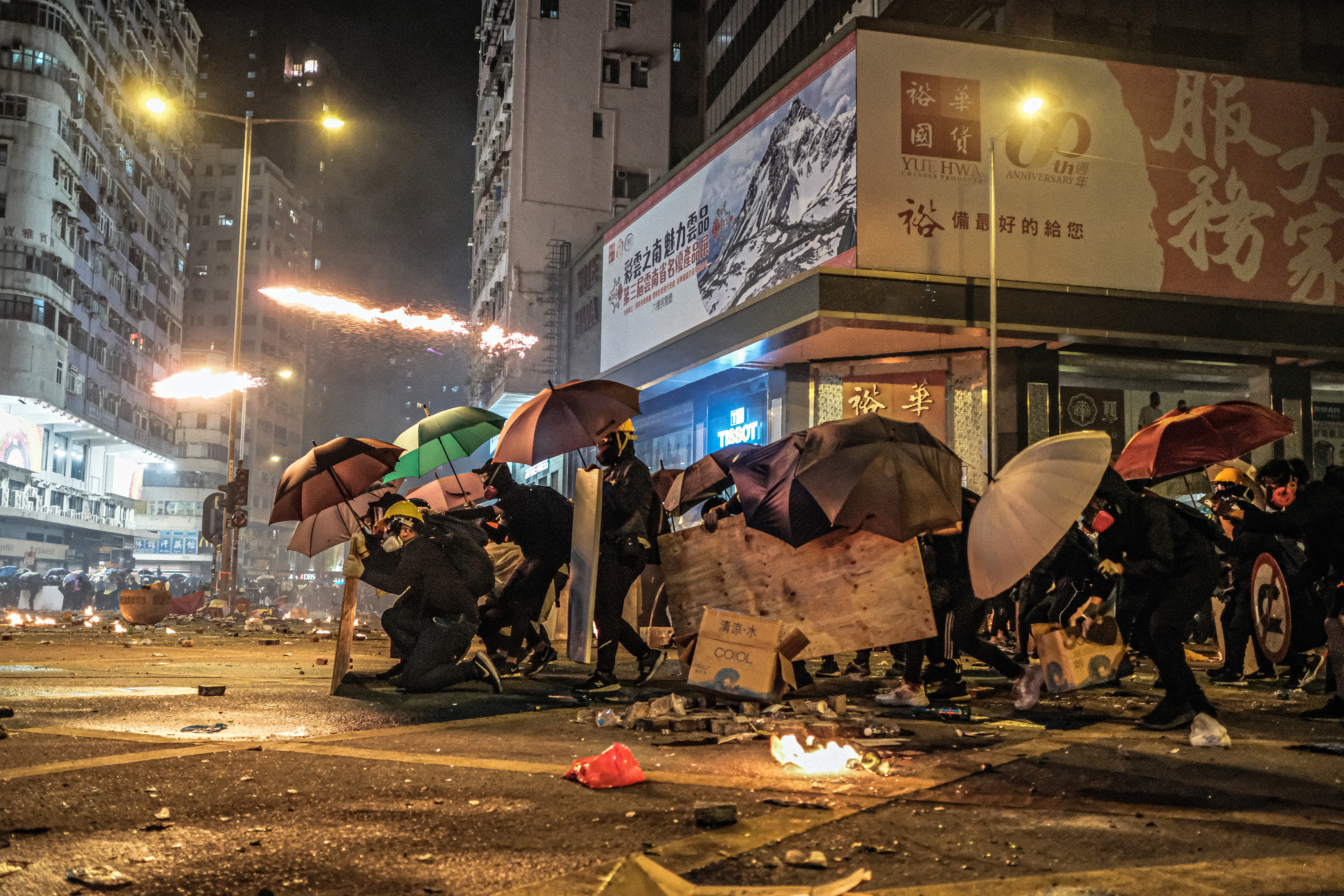
2019年10月1日香港逃亡犯条例改正案反対デモ

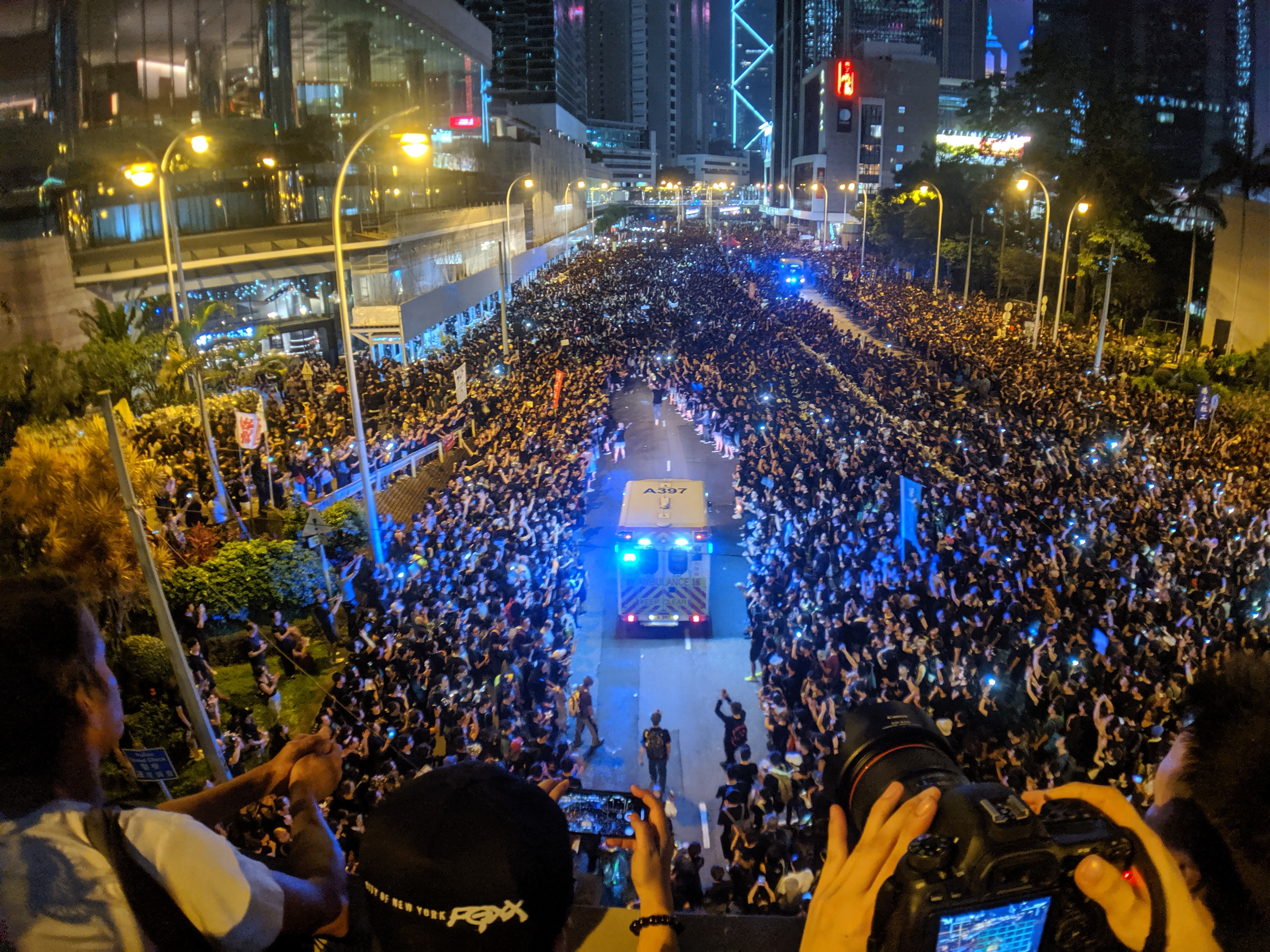
中秋夜獅子山でのデモ活動

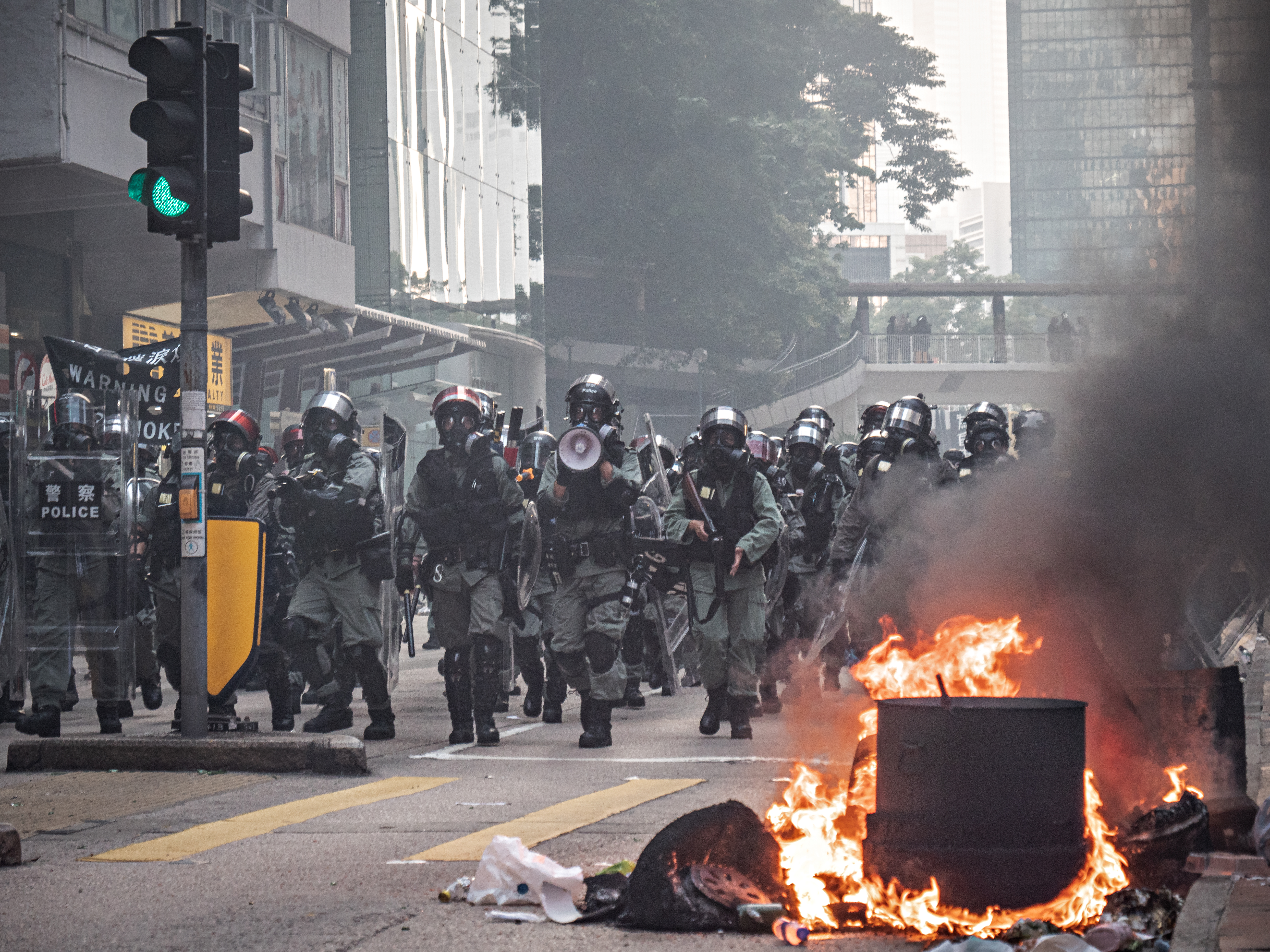
除夕夜之路デモ

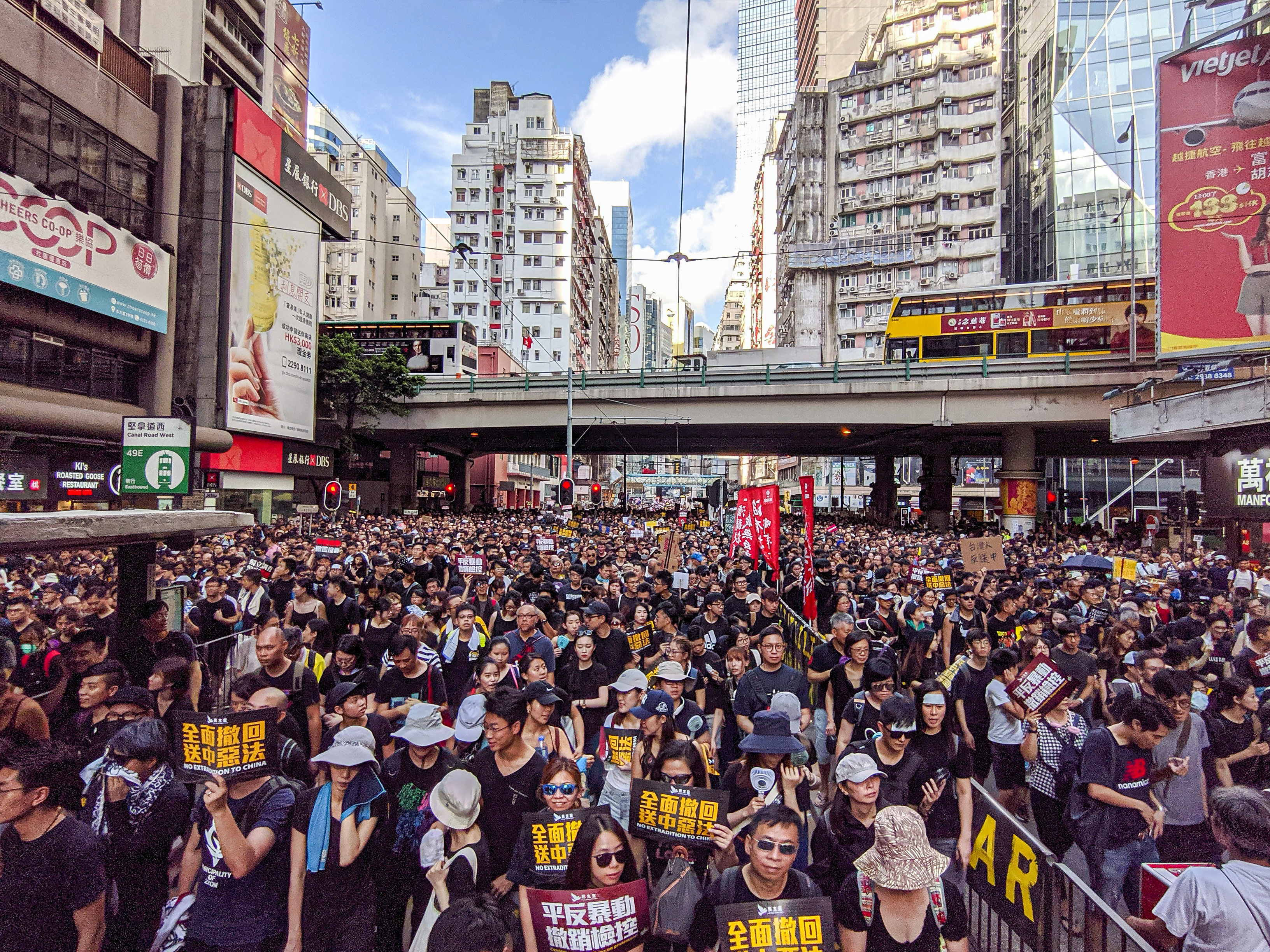
2019年7月21日香港逃亡犯条例改正案反対デモ

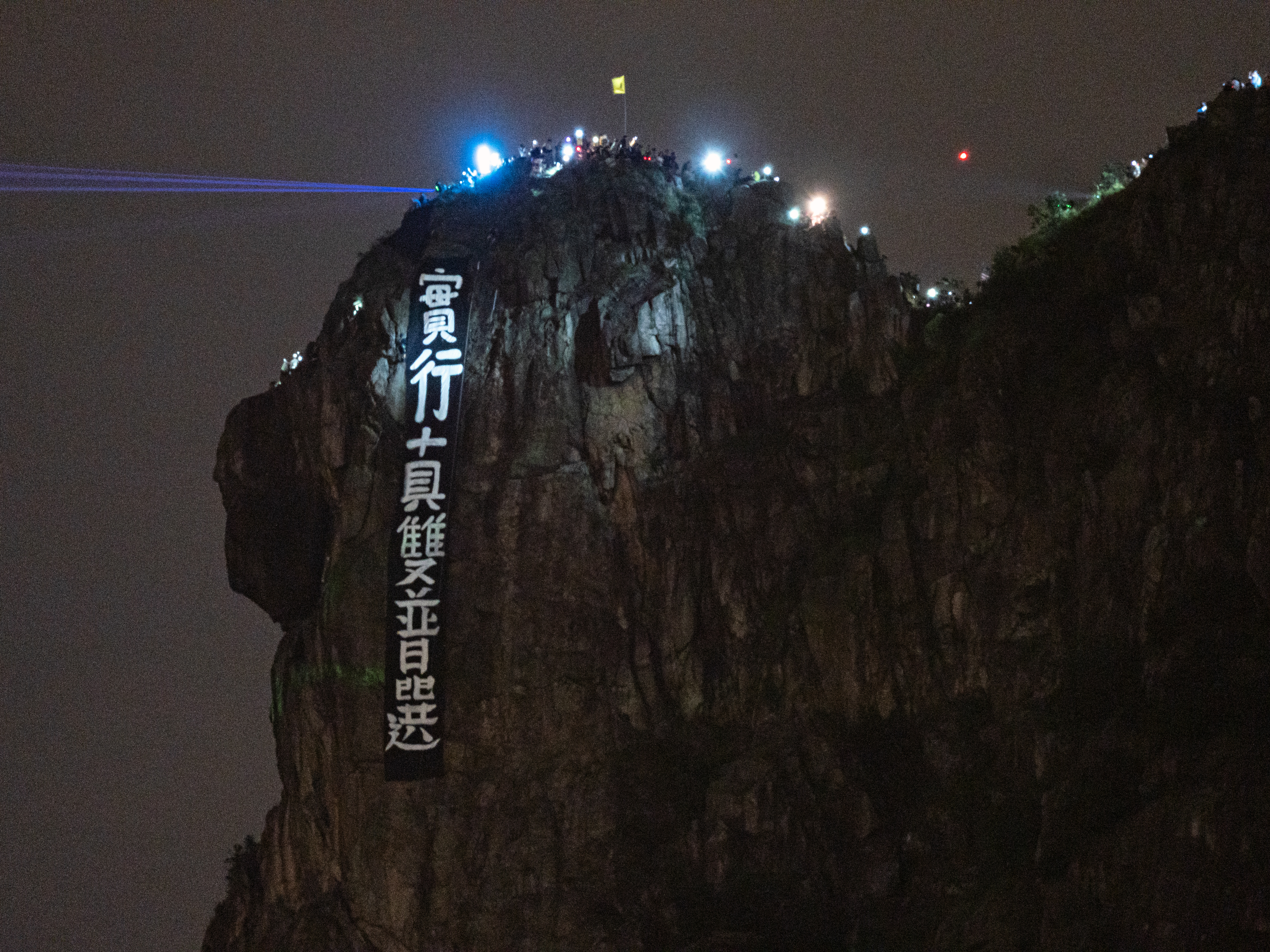
2019年6月16日香港逃亡犯条例改正案反対デモ

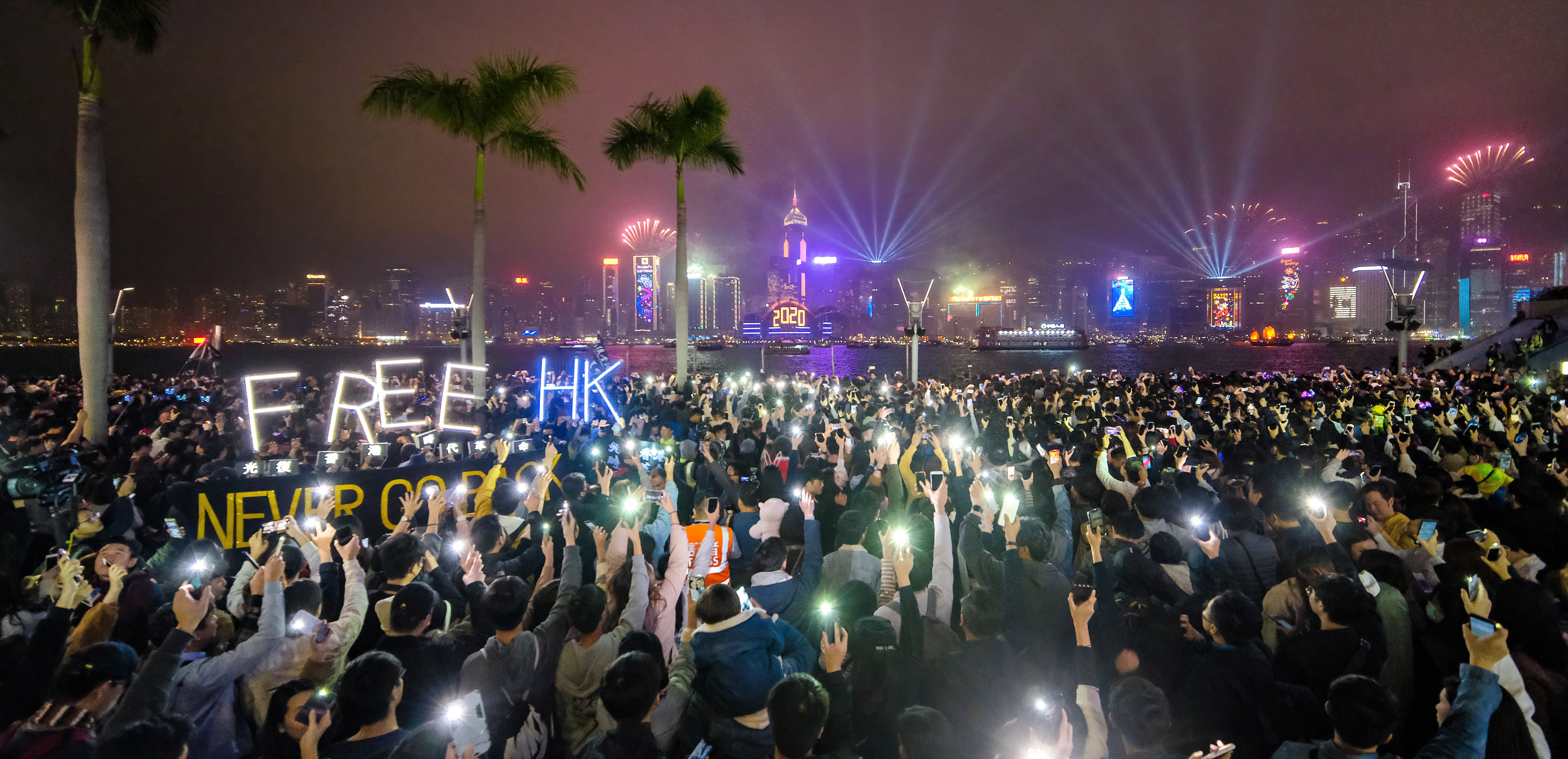
2019年6月16日香港逃亡犯条例改正案反対デモ

2019年-2020年香港民主化デモ（2019ねん-2020ねんホンコンみんしゅかデモ、中国語: 反對《逃犯條例修訂草案》運動、英語: Anti-Extradition Law Amendment Bill Movement、2019–2020 Hong Kong protests）は、2019年3月から2021年8月まで香港で行われていた一連のデモ活動の総称である。このデモは「逃亡犯条例改正案の完全撤回」や「普通選挙の実現」などを含む五つの目標「五大要求」の達成を目的としている。この「五大要求」の一つである「逃亡犯条例改正案の完全撤回」は既に達成された。
このデモの発端は2019年逃亡犯条例改正案に反対するデモであり、2019年6月の時点では「五大要求」の達成を目的とする民主化デモとなった。
一連のデモのうち、2019年6月16日のデモでは、警察発表で最大約33.8万人がデモに参加した。主催者発表では最大約200万で、1997年の香港返還以降最大であった。なお、主催者発表の数字では、香港市民の4人に1人以上がデモに参加した計算となる。2020年1月16日までに、このデモに関連して少なくとも12人が死亡し、2020年4月15日までに8,001人が逮捕された。
このデモは、ブルース・リーの名言に倣ったスローガン「Be Water（水のようになれ）」から、水革命（みずかくめい、Water Revolution）、流水革命（りゅうすいかくめい）、夏水革命（なつみずかくめい）、時代革命（じだいかくめい）とも呼ばれる。

## 五大要求
デモ参加者はデモの目標として、少なくとも2019年6月から「五大要求（中国語: 五大訴求）」を掲げている。このうち、政府は逃亡犯条例改正案の撤廃は受け入れたが、他四つに対してはほぼ応じていない。デモ参加者は引き続き、他四つの要求の達成を求めている。
また、一部では「五大要求」に「警察組織の解体」を加えた「六大要求」も唱えられている。

### 逃亡犯条例改正案の完全撤回
そもそもこのデモはもともと逃亡犯条例の改正に対するものであり、五大要求はここから発展したものである。
デモを受けて林鄭月娥行政長官は7月9日に「改正案は死んだ、完全な失敗だった」と発言し、9月4日には正式撤回を表明、10月23日には正式撤回されたが、抗議側は「五大要求は一つも欠くことができない」として、デモを継続している。

### 普通選挙の実現
指導者の政策が市民から支持されないのは普通選挙・直接選挙の不実現によるものだとし、「諸悪の根源」であるとデモ隊は主張している。
これに対して雨傘運動のリーダーだった周庭は、「中国政府の影響力が香港で非常に強い、普通選挙を求めることはもともと難しい」としながらも、「運動により、政治に無関心だった人たちが関心を持ち始めるなど、一定の効果があった」と発言している。

### 独立調査委員会の設置
香港警察はデモ参加者に対し放水銃や催涙弾、実弾による強制排除を行っており、負傷者が多数発生している。これに対し抗議側は警察の対応を「過剰な暴力」とし、裁判官をトップとする独立調査委員会を設置することを求めている。

### 逮捕されたデモ参加者の逮捕取り下げ
2019年9月2日の時点で逮捕されたデモ参加者は1,000人を超えており、デモ参加者は逮捕されたデモ参加者の逮捕の取り下げを五大要求の一つとしている。

### 民主化デモを暴動とした認定の取り消し
行政長官はデモを「組織的な暴動である」と非難しており、デモ参加者はこの暴動であるという認定の取り消しを五大要求の一つとしている。

## 特徴

### 匿名性の確保
デモ参加者は、香港政府や香港警察による弾圧に対抗するため、または自身の身を守るために様々な方法を用いていて匿名性を確保している特徴を持つ。例として、
- スマートフォンの位置情報を無効化したり、ハッキングを利用した香港当局によるネット検閲[49]や中国本土からのグレート・キャノンによるサイバー攻撃[50][51]と五毛党（網軍）による世論操作を受けにくい秘匿性の高い通信手段であるTelegram、AirDropやBridgefy（英語版）で連絡や情報の共有、拡散を行う[52][53][54]。
- 暗号化電子メールサービスのProtonMail[55]や、暗号化メッセンジャーアプリのSignal等のエンドツーエンド暗号化された安全な通信手段を使用[56]。
- 電車で移動する際にオクトパス（香港のICカード。日本でのSuicaやPASMOのように交通系ICカードや電子マネーとして使用できる）を利用せず、現金で切符を買って移動することで後に利用履歴を追跡されるのを回避している。実際に警察が大手バス会社からデモ当日の利用者のICカード情報を裁判所を通じて押収したと報道されている[57][58][59]。
- 監視カメラを「天網」[60][61]であるとして破壊し、市販のマスク、ヘルメットやレーザーポインターなどを使うことで人工知能（AI）の顔認識システムによる個人特定と警察による催涙ガスやゴム弾の攻撃で受ける負傷を防ぐ[62][63][64][65][66][67]。
- TorやVPNを使用し、通信を暗号化・匿名化し、および政府や警察による通信の監視と検閲を防ぐ[56]（香港では中国本土のようなインターネット検閲は行われていないが、通信が監視されるリスクは存在する）。

### SNSの活用
2014年の雨傘運動に影響を与えた『ウォール街を占拠せよ』などと共通して、デモ参加者たちはTwitter等の一般的なSNSを活用し、他にもポケモンGOのようなゲームアプリやデートアプリのTinderを使用し、また場合によっては「HKmap.live」のようなサービスをデモ参加者自身が開発する場合もある。

### 明確なリーダーや組織が存在しない
2014年の雨傘運動の失敗から、この運動には明確なリーダーや組織が存在しないことも特徴となっている。リーダーが逮捕されたり、意見対立で内紛が発生し、組織や運動が瓦解することがないようにするためだといわれている。デモは、平和的な行進を行う「和理非派」と、警察と衝突し破壊行為を行う「勇武派」に分かれているが、思想や手法が異なる相手でも批判せず、互いに干渉しないことが暗黙のルールとなっている。こういったデモ戦術は南米から欧州や中東など世界各地の抗議活動に影響を与えた。

## 背景

### 前史
1984年12月19日に署名された英中共同声明において、1997年の香港返還以後50年（2047年まで）は鄧小平が提示した一国二制度に基づき、香港において社会主義政策を実施しないことが確認された。
2014年、普通選挙制度が導入される予定だった2017年香港特別行政区行政長官選挙において、中国指導部は民主派の立候補を事実上排除する制度を導入した。これに対して非建制派の学生団体は2014年香港反政府デモ（雨傘革命）を展開したが、長期間にわたる金融街の占拠は市民の反感を買い、具体的な成果が得られないまま警察による強制排除を受けて失敗に終わった。

### 逃亡犯条例改正案と改正案に対する反対運動
2018年2月17日、台湾で発生した潘暁穎殺人事件においてその犯人が事件後香港に逃走し、香港で香港警察が犯人を逮捕したが、台湾と香港の間には犯罪人引渡し条約の様なものがなく（逃亡犯条例を香港と「中華人民共和国のその他の部分」の間の犯罪人引き渡しに適用できなかったことにより）、犯人を台湾に送還することができなかった。
これに対して香港政府は2019年2月、逃亡犯条例の改正案提出を発表したが、この改正案が成立した場合、香港と中国本土の犯罪人受渡しが可能になるため、香港市民が中国当局の取り締まり対象になる可能性が発生し、香港の自治を保証する「一国二制度」が揺らぐのではないかという恐れから、改正案に対する反対運動が勃発した。

## 沿革

### 2019年3月～5月：デモ初期

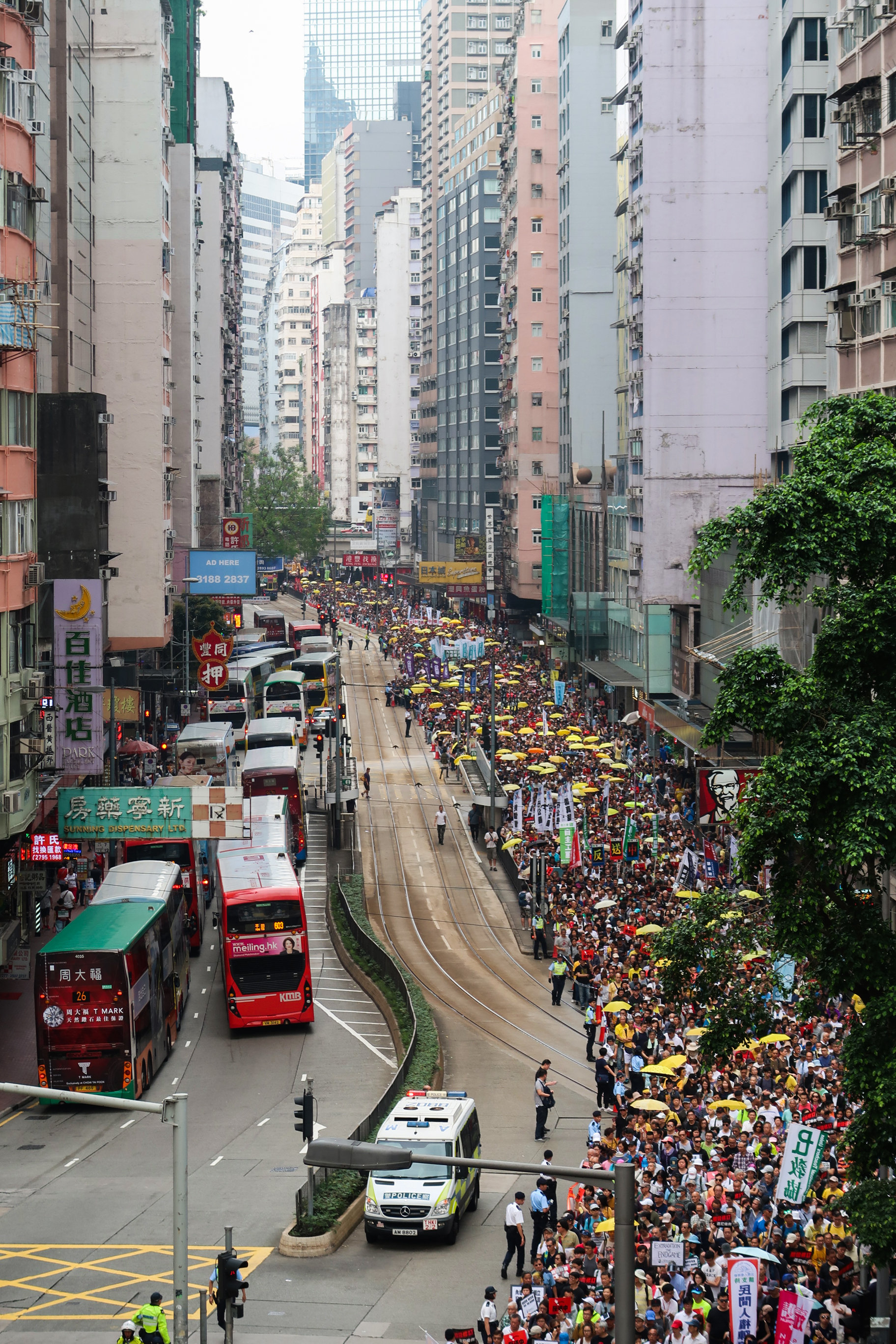
2019年4月28日のデモ

2019年3月31日、民間人権陣線が香港で反対デモを実施した。デモ集団はサウソーン・プレイグラウンドから香港政府新庁舎まで移動、主催者発表で12,000人、警察発表で5,200人が参加した。
4月28日、民間人権陣線が再びデモを実施した。デモ集団は銅鑼湾の東角道から立法会総合ビルまで移動、主催者発表で13万人、警察発表で22,800人が参加、林鄭月娥の香港特別行政区行政長官就任（2017年7月）から2019年4月までの参加人数が最も多いデモとなった。
5月10日の夜、民間人権陣線は立法会総合ビルの外で改正案反対集会を実施、立法会ビルの会議室に留まる民主派議員を応援した。集会には約1,000人が参加した。
5月13日の夜、民間人権陣線のデモ参加者は再び立法会総合ビルの外の集会、市民約30名が応援に駆け付けたが、一時は警備員と言い争いになった。

### 2019年6月～7月：複数の大規模デモ、デモ本格化

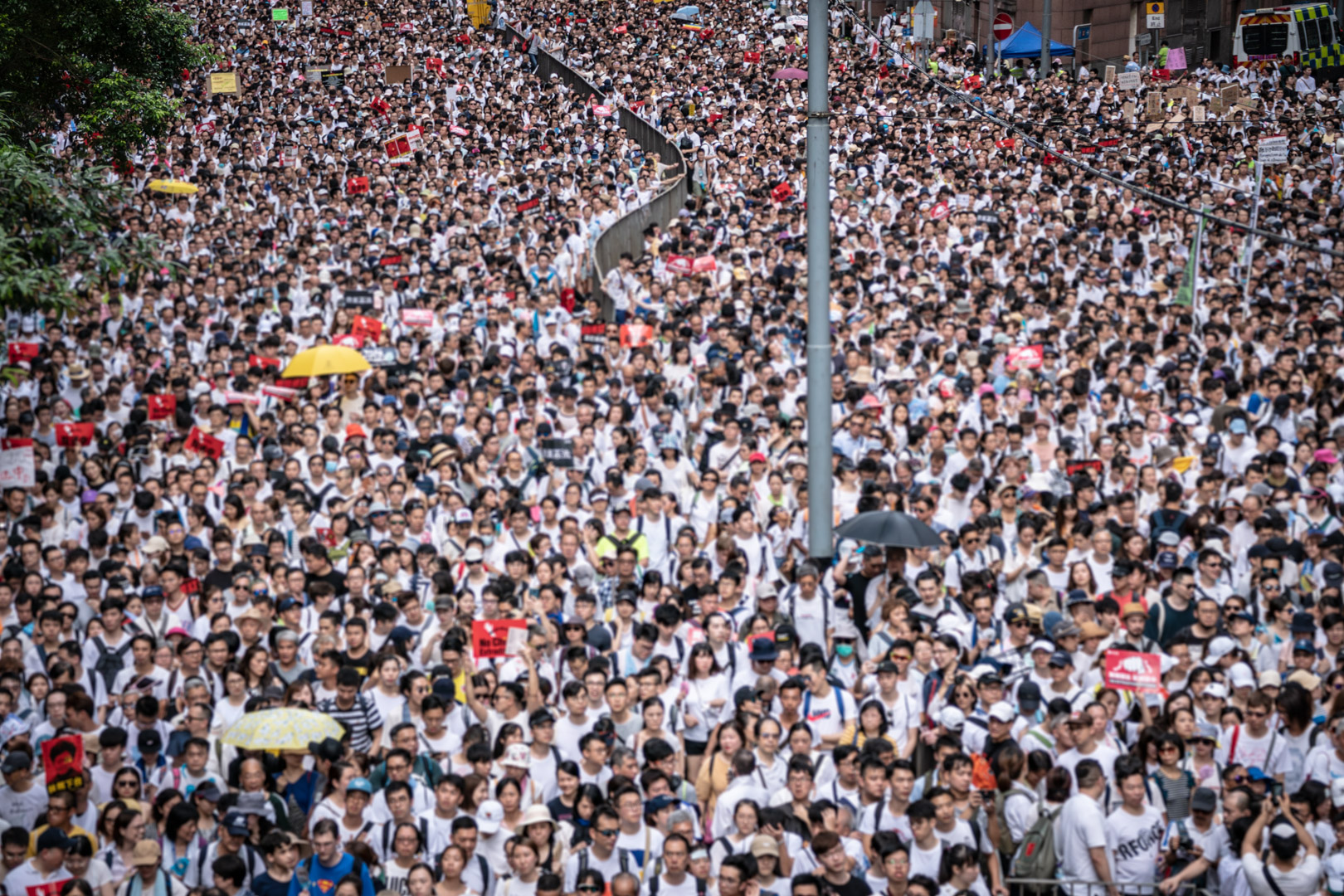
2019年6月9日のデモ

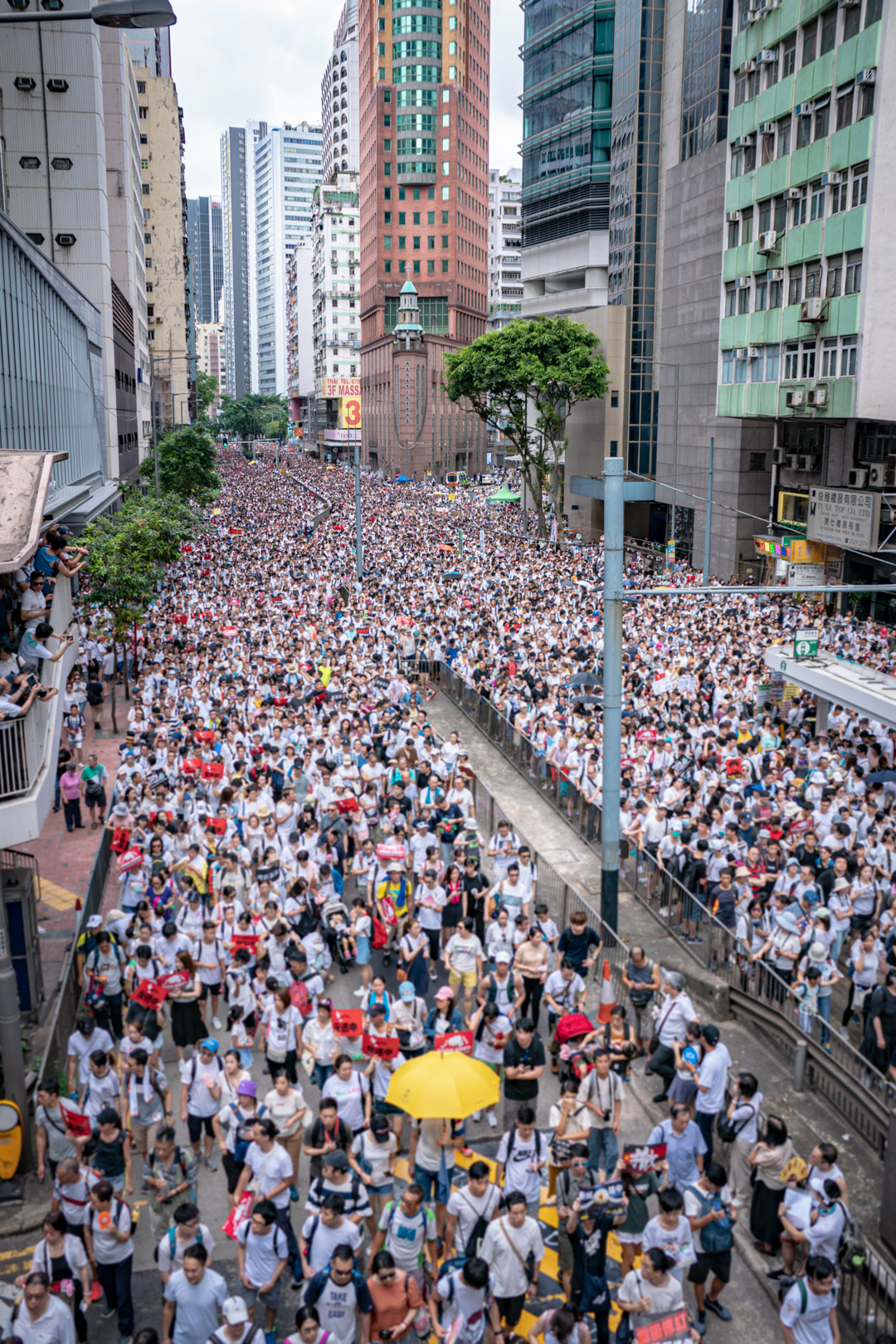
2019年6月9日、逃亡犯条例改正案に反対するデモ

白服集団に襲撃された記者の生放送映像。詳しくは元朗襲擊事件を参照。

5月、民間人権陣線は6月9日に3度目のデモを予定していることを発表、立法会議員の毛孟静（香港本土所属、民主派の一員）は参加を呼びかけ、30万人以上の参加を目標とした。
6月9日、3度目のデモは予定通りに実施され、主催者発表で103万人、警察発表で24万人が参加し、いずれも2003年7月以降では最多となった。6月9日のデモでは午後3時よりヴィクトリアパークから立法会総合ビルまで移動する予定だったが、予想以上の人数により午後2時20分に前倒しで開始、午後10時まで続いた。当日は主催者の呼び掛けで、大勢の参加者が「光明」を象徴する白服を着用していた。なお、103万は香港の人口の1割以上に相当するが、香港政府は同日午後11時に6月12日の第二読会の予定を変更せず、改正案にはいかなる変更も加えないと発表した。報道においてはこの日（6月9日）以降デモが本格化したと表現する場合もある。
海外でも6月8日にオーストラリアのパースでデモが実施され、翌9日以降からは9か国19都市（トロント、バンクーバー、カルガリー、ニューヨーク、ロサンゼルス、サンフランシスコ、ワシントンD.C.、ボストン、シカゴ、シドニー、メルボルン、ブリスベン、キャンベラ、ロンドン、ベルリン、パリ、東京、台北、ソウル)でデモが実施された。
6月12日朝8時頃、添馬公園で集会していた市民が立法会の第二読会を阻止すべく、夏慤道と竜和道を占拠しようとし、警察はビーンバッグ弾で鎮圧を試み、20人以上が負傷する結果となり、そのうち多くが頭を撃たれていた。香港電台の運転手1人に催涙弾が命中して頭を負傷、一時は心臓が停止するほどの重傷だったが後に快方に向かった。警察は少なくとも11人を逮捕、さらに警察官を病院に派遣して、治療を受けているデモ参加者を逮捕しようとするに至った。この行動を受け、医界の数組織が合同声明を発し、警察官が医者や看護師を邪魔して治療を遅延させ、医界と患者の間の信用を破壊していると批判した。一連のデモ隊への過剰な実力行使を主導したルパート・ドーヴァー警視ら警察のイギリス人上級幹部は批判を浴びた。同日の夜、香港のテレビ局無綫電視が林鄭月娥のインタビューを放送、林鄭月娥はインタビューを通じて、「息子がわがままに騒ぎを起こしているのを母が見過ごすことはできない」としてデモを批判した。しかし今度は「香港のお母さんたちによる請願書」が発され、請願書は発表から16時間後には3万人が署名した。14日の夜にもチャーター・ガーデンで「香港媽媽反送中集氣大會」（香港のお母さんによる反送中激励大会）が実施され、主催者発表で6,000人以上が、警察発表で980人が参加した。
6月13日、民間人権陣線は6月16日のデモ実施を発表、主目的を逃亡犯条例改正案の完全撤回と逮捕されたデモ参加者の釈放とした。
6月15日夜、デモに参加した男性梁凌杰がパシフィックプレイスの屋上から落下し、搬送先の病院で死亡した。
6月16日、デモは予定通りに実施され、主催者発表で200万と1人（「1人」は15日に落下死した男性を指す）が、警察発表で33万8千人が参加した。参加者は主催者の呼び掛けで、12日の警察による鎮圧を非難する象徴として、黒服を着用しデモ行進をしていた。以降、黒服がデモ者の特徴となり、それからの集会・デモ・衝突にも黒服を着用している参加者も多数存在している。なお、ブラック・ブロックという戦術を実践する為でもあった。
6月30日、警察を支持する集会もあったが、主催者発表で最大約16.5万、警察発表で5.3万人が参加した。
7月1日、デモ隊が香港立法会を一時占拠し、2日に警官隊が強制排除を行った。
7月21日、元朗駅で午後10時半ごろ、白い服に覆面姿の男達（三合会の構成員と見られている）がデモ参加者の特徴である黒い服の人々を襲撃して、木の棒または刀で殴りつけるなどの暴行をしたが、警察が現場に到着したのは事件後30分以上であり、意図的に遅れて到着したと疑う被害者もいた。デモ参加者や巻き込まれた利用客を含めた45人が負傷した。この日は大規模デモが呼びかけられており、その前々日ごろから元朗では親中派市民によるレノンウォールの破壊やデモ隊への襲撃予告があったため、事件は計画的なものだったとされている。また事件後、デモ隊襲撃の黒幕と目された地元の立法会議員ユニウス・ホウの両親の墓が荒らされる事件が起きたが、この事件の背景にはデモ隊襲撃の実行犯グループの中でユニウス・ホウに不満を持った人物による内部犯行説が指摘されている。

### 2019年8月：膠着状態に

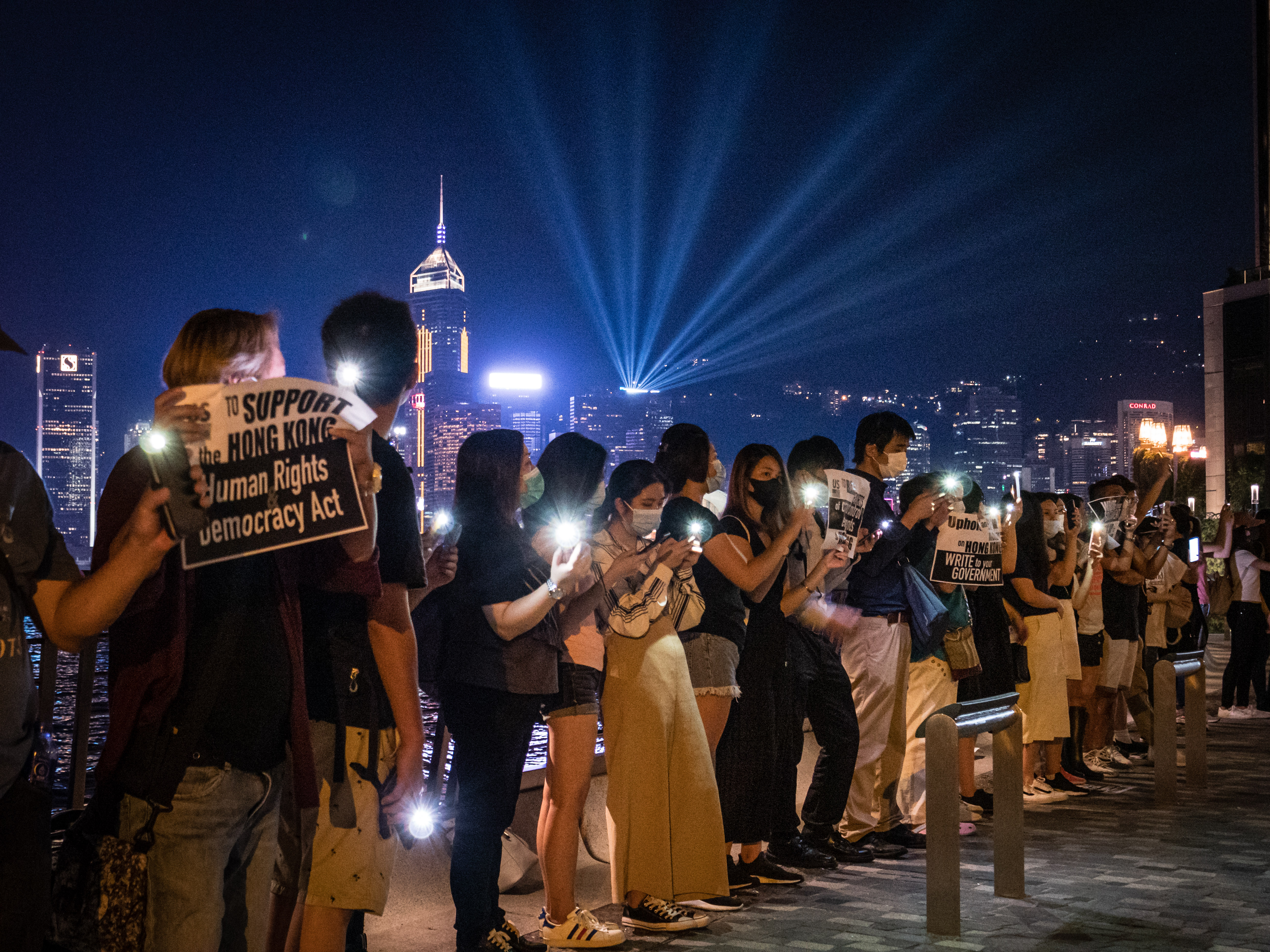
2019年8月23日夜に実施された香港の路。

8月5日朝、デモ隊が香港全域でのストライキ実施を試みた。
8月6日には、レーザーポインター10個を持っていた学生1人が「攻撃用武器」の所持容疑で逮捕され、警察署前での深夜の抗議デモが催涙ガスで強制排除される事態が起きた。
11日にもデモが各地で行われ、警察がデモ隊に催涙弾を発射した。
8月12日、数千人規模のデモ隊が香港国際空港のロビーを占拠し、ほぼ全ての発着便が欠航した。13日午後にも千人前後のデモ隊が空港ロビーに座り込みを行い、数百便が欠航となった。同日深夜にはデモ隊と機動隊が衝突した。この事態を受け、裁判所は8月14日、空港の使用妨害を禁止する臨時命令を発表した。
8月17日、東京では11日に起きた救急ボランティアが警察の発射したビーンバッグ弾で失明させられた事件に抗議する「香港警察の暴力行為に抗議する緊急集会」デモが在日香港人らによって行われた。このデモは千鳥ヶ淵から九段下の香港特別行政区政府 駐東京経済貿易代表部に向かうルートで行われたが、在日中国人が乱入し、中国国歌を大音量で流す、アカペラで合唱する、中国国旗を振り回すなどの嫌がらせを行い、北京語や日本語で「香港は中国だ」、「香港を征服する」、「マスクを取れ」などと罵倒したうえ高級外車で香港人らを威嚇するなど衝突した。警視庁は機動隊を出動させて事態の収拾にあたったが、周辺は一時混乱状態に陥った。
8月23日、バルトの道に範をとった人間の鎖、「香港の道」が呼びかけられ、香港では多くの市民が参加した。一方日本では大阪・難波高島屋前で「香港の道」と連動した在日香港人らによる街宣活動が行われたが、中国国旗を持った100人以上の在日中国人（留学生と言われている）が乱入。17日の東京以上の混乱に陥った。この在日中国人による妨害行為には指示役がいたことがわかっており、17日の東京での妨害と合わせて組織的に実行されたと見られている。
8月31日には太子駅にて親中派市民と民主派市民の小競り合いをきっかけに特殊戦術小隊の隊員らが地下鉄の車両までデモ参加者を追いかけて催涙スプレーを噴射した上、無抵抗の参加者を警棒で次々と殴打する事件が発生。「警察は黒社会だ」と叫ぶ人を映した動画がテレビやネットで繰り返し流れた。特殊戦術小隊の突入後駅構内は完全に封鎖され、マスコミはもちろんのこと救急隊員すら締め出された。しかもこの後警察は負傷者を太子駅からではなく、特別列車で別の駅に移送してから病院に搬送するという不可解な行動をとった上、この事件における負傷者数の発表が当初警察発表と消防発表で3人食い違っていたこと、香港MTRが事件当時の監視カメラ映像を一部しか開示しなかったことから、この3名は警察により殺害されたと民主派市民の間で信じられているが、真相はわかっていない。

### 2019年9月：暴力のエスカレーション
9月1日、デモ隊は香港国際空港のターミナルを包囲し、出入口にバリケードを築いて妨害を行ったが、2時間ほどで警察により排除された。また、香港国際空港に通じる道路や機場快線の線路が封鎖され、東涌駅の施設が消火栓による放水で破壊されるなどの被害を受け、長時間運転を見合わせた。
9月4日、行政長官は逃亡犯条例改正案の完全撤回を正式に表明したが、「五大要求」の他の4要求には応じない姿勢を改めて示した。
9月6日、香港空港管理局は、度重なる妨害活動に対して「これ以上、乗客の妨げにならないで」と、空港をデモの標的にしないよう求める広告をサウスチャイナ・モーニング・ポスト紙に掲載した。

### 2019年10月：大規模な衝突

#### 国慶のデモ
10月1日の国慶節には、香港全土で抗議活動が行われ、デモ隊のターゲットとなっている政府関連施設、香港MTR、親中派と見なされている商店が多数破壊されたほか、郊外の新界地区ではデモ隊に向かって初めて実弾が発射され（それまでにも、警告ための空への発射はあった）、被弾した18歳の男子高校生が重体となった。

#### 政府は覆面禁止法施行
10月4日、香港政府は1967年の香港暴動以来52年ぶり（香港返還後は初めて）となる、戒厳令に近い権限を行政長官に与える超法規的措置「緊急状況規則条例」を発動し、デモ隊のマスクや覆面の着用を禁止する「覆面禁止法」の制定を発表、5日に施行した。
10月10日は辛亥革命記念日で、多くの香港市民が自発的に祝った。
10月16日、民間人権陣線のリーダー岑子杰が旺角地区でハンマーを持った4、5人に襲撃され、病院に搬送された。

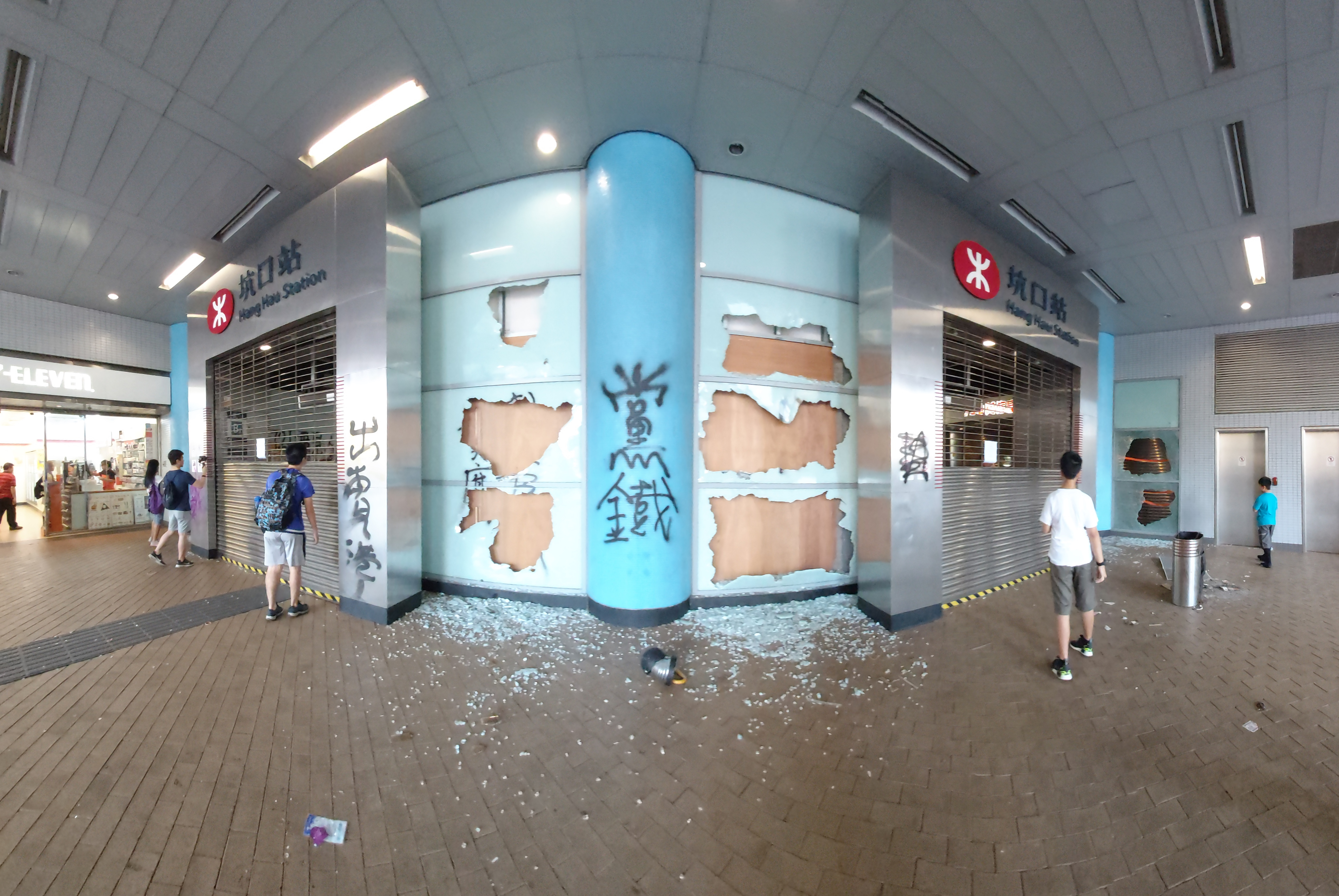
破壊された坑口駅（香港鉄路MTR）

10月20日、香港・九龍側の尖沙咀では政府未許可の大規模デモが行われた。香港最大のモスクである九龍清真寺（カオルーンモスク、Kowloon Mosque）の入り口付近に放水。香港在住のイスラム教徒や抗議デモ参加者らの怒りを買った。

### 2019年11月：デモが激化

#### 複数の死者
11月4日未明、香港科技大学の男子大学生周梓楽は、前夜に警察とデモ隊との衝突があった将軍澳尚徳邨の立体駐車場の敷地内で意識不明で倒れていたところを発見され、11月8日午前8時09分、死亡が確認された。警察の追捕から逃げる過程で誤って転落したとみられるが、一連の抗議活動で自殺以外の犠牲者がでるのは初めてである。
11月11日には、8日に死亡した大学生に対する抗議活動が早朝から全土で行われ、デモ参加者に向け警察官関家栄が続けざまに実弾を3発発砲し、抗議活動に参加していた若者少なくとも2人が負傷した。銃声がした直後に黒い服を着た2人が路上に倒れ込み、2人の警察官によって地面に押さえつけられたが、このうち1人は逃走を図ろうとして警察官に取り押さえられた。警察が実弾を発砲し負傷者が発生したのは、10月1日、4日に続いて3度目となる。
11月11日、50代の日本人男性がデモ隊を撮影していたところ、参加者から暴行を受け怪我をした。命に別状はないとみられる。すでに病院で治療を受け退院した。日本人男性は観光で訪れたのではなく出張で訪れたという。また香港メディアは「男性は中国人と間違われた」と伝えている。香港デモでの邦人の負傷者は初めてとみられる。
11月12日、香港中文大学構内に警察が強行突入し、催涙弾や放水車を使い学生を多数拘束。籠城する学生は、火炎瓶や弓矢で応戦し「戦場」と化した。この影響で、大学側は今学期の授業を全て中止にし、香港教育局は14日～18日まですべての学校の臨時休校を決定した。また、中国や台湾等から留学中の学生の帰国が相次いだ。
11月14日、13日に発生したデモ支持派、反対派双方の市民同士の衝突で、デモ隊が投げたとみられるレンガが頭部を直撃し重体となっていた70歳の男性が死亡した。一連の抗議活動での死亡者は2人目。
11月16日、人民解放軍駐香港部隊が駐屯地外で道路に散乱したレンガを撤去する清掃活動を行った。香港政府は出動を要請しておらず、部隊による自主的な活動としている。これまでも駐屯地内においてデモ隊に向け警告を発することはあったが、デモに関連して駐屯地外での活動は初。

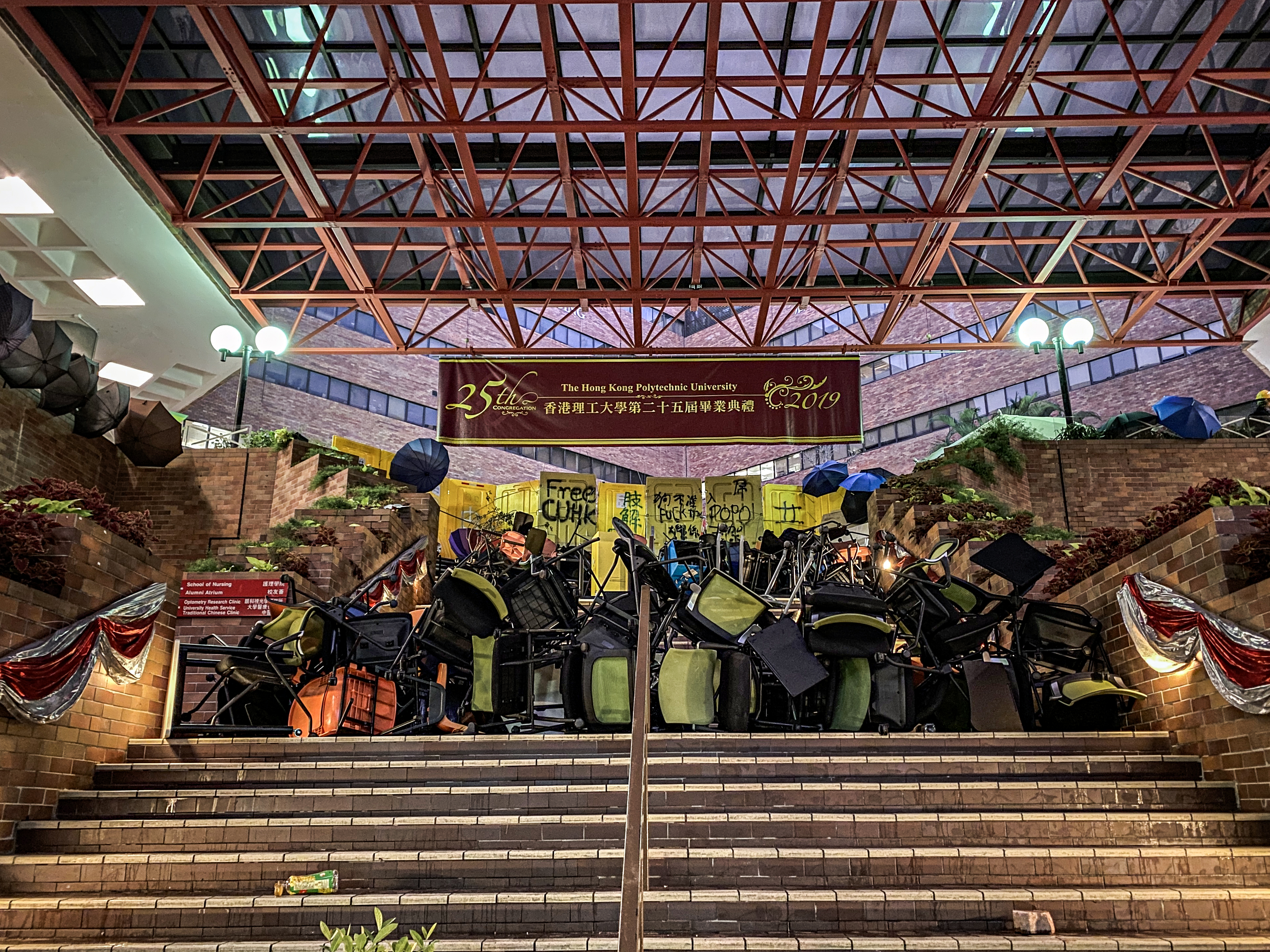
2019年11月14日、香港理工大学の校門に設置されたバリケード。詳しくは香港理工大学衝突を参照。

11月17日、警察とデモ隊で衝突が続いている香港理工大学で、20代の日本人観光客が香港警察に逮捕された。男性にけがはなく、デモの様子を見に来た際に逮捕されたという。日本人が逮捕されたのは9月に続いて2人目。
11月18日、香港高等法院は「覆面禁止法」が香港基本法（香港の憲法に当たる法律）に違反しているとの判決を下した。これを受け、香港警察は同法による逮捕を一時見合わせていたが、香港政府が上訴し、22日、政府の求めに応じて29日までの取り締まり再開を認めた（その後、12月10日まで延長が認められる）。

#### デモは区議会選控え落ち着き
11月19日、米上院は香港人権・民主主義法案を全会一致で可決した。
11月24日、香港では2019年香港区議会議員選挙の投票日を迎えた。抗議行動による混乱を口実に選挙が先送りされる事態を回避するため、投票日の数日前から抗議行動は落ち着きを見せていた。翌日の発表で、投票率は71.2%（有権者登録した413万人中約294万人が投票した）で、前回4年前の区議会議員選挙の投票率47%から約24%上昇し香港返還後最高を記録、投票者数も前回の約147万人から約2倍となり、市民の選挙戦への関心の高さがうかがえる。区議会議員選挙は香港の選挙の中で最も民意を反映しやすい選挙で、デモが5ヶ月以上継続する中で開かれた今回の区議会議員選挙は実質的な住民投票という扱いになり、政府に市民が民意を示すよい機会となった。選挙戦の結果、選挙前は約3割にとどまっていた非建制派議員は選挙後に8割以上に増え、田北辰や何君堯など選挙前は約7割を占めていた親中派議員が激減し、市民の求める五大要求等の要求の達成を政府に求める力強いシグナルが送られた。この結果に対して中国の王毅外相は「香港の安定と繁栄を破壊する者は許されません」と訪問中の日本でコメントした。香港の林鄭月娥行政長官は25日、「市民の意見を聞き、真剣に反省する。」と述べた。

#### 米国では香港人権法成立
11月27日、アメリカ合衆国大統領のドナルド・トランプは「私は習近平国家主席（党総書記）と中国、香港市民に敬意を表して法案に署名した。中国と香港の指導者や代表者が対立を友好的に解消し、長期的な平和と繁栄をもたらすよう期待する」と述べて香港人権・民主主義法案に署名した。

#### 茂名市で香港の影響を受けたデモが起こる
11月28日に中国広東省茂名で火葬場に反対した「時代革命」、「光復茂名」掲げたデモが起きた。

### 2019年12月：デモ本格化から半年

#### 再び大規模デモ

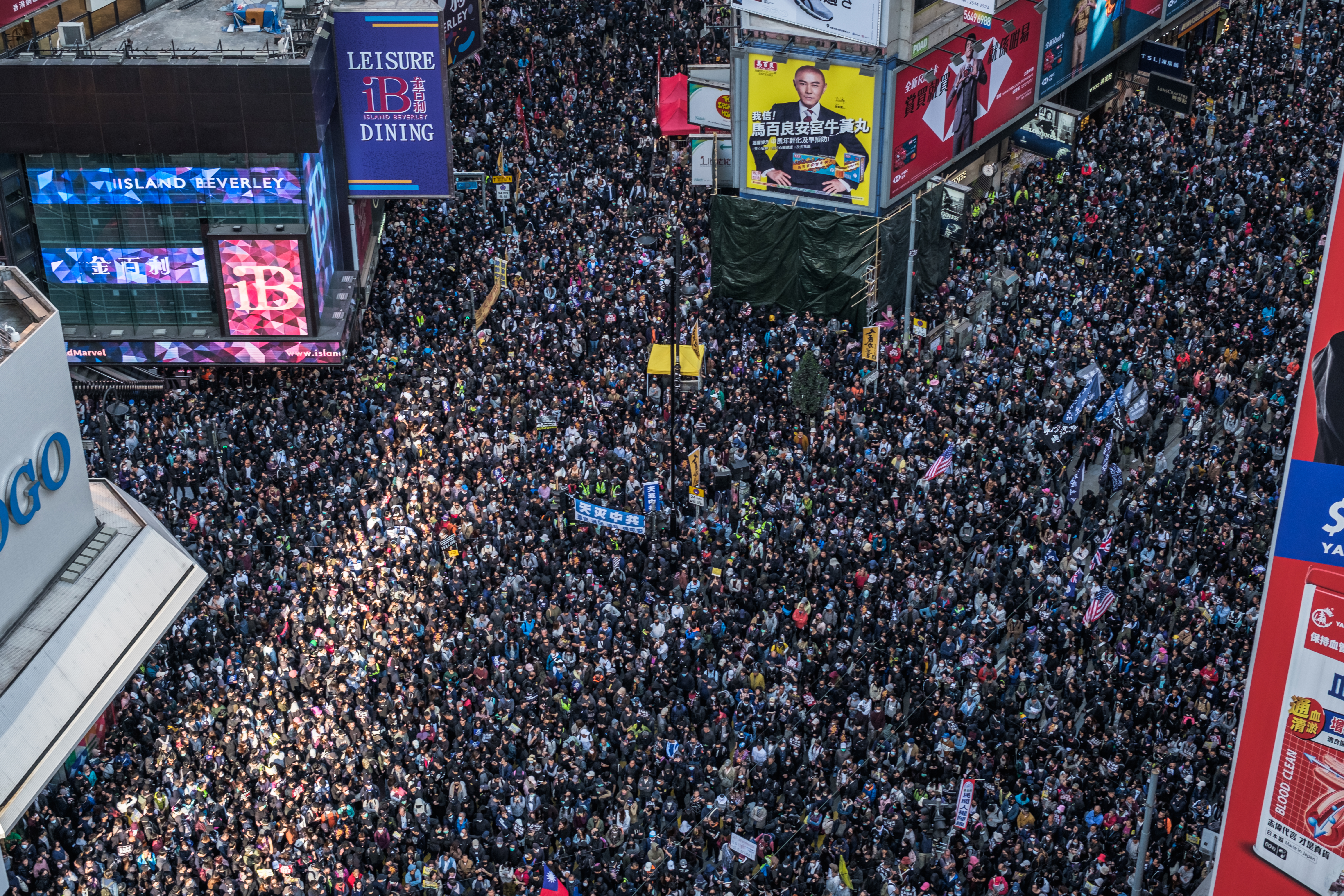
2019年12月8日に実施されたデモ行進。

12月8日、香港では五大要求の内、達成された「逃亡犯条例改正案の完全撤回」を除く残り四つの要求に従うよう改めて政府に要求するためにデモが開かれ、主催者発表で最大約80万、警察発表で最大約18.3万人が参加しているこの参加人数は、11月に民主派が圧勝した2019年香港区議会議員選挙以降で最大の規模となった。この日のデモでは大きな衝突は発生しなかった。市民は引き続き残り四つの要求である「普通選挙の実現」や「独立調査委員会の設置」などを求めている。
12月9日、香港では6月にデモが本格化してから半年が経過した。半年間でデモ隊約6000人が拘束され、警察はこの半年間で約1万発の催涙弾を市民に向けて発砲した。催涙弾に関してはあまりに多く使用されているために、小さい子供や周囲に住む動物などへの影響も懸念されている。

#### クリスマスの衝突
香港でクリスマスイブの24日夜、主要商業地区のショッピングセンターなどで非建制派活動家らと機動隊が衝突し、催涙弾や火炎瓶が飛び交う事態となった。

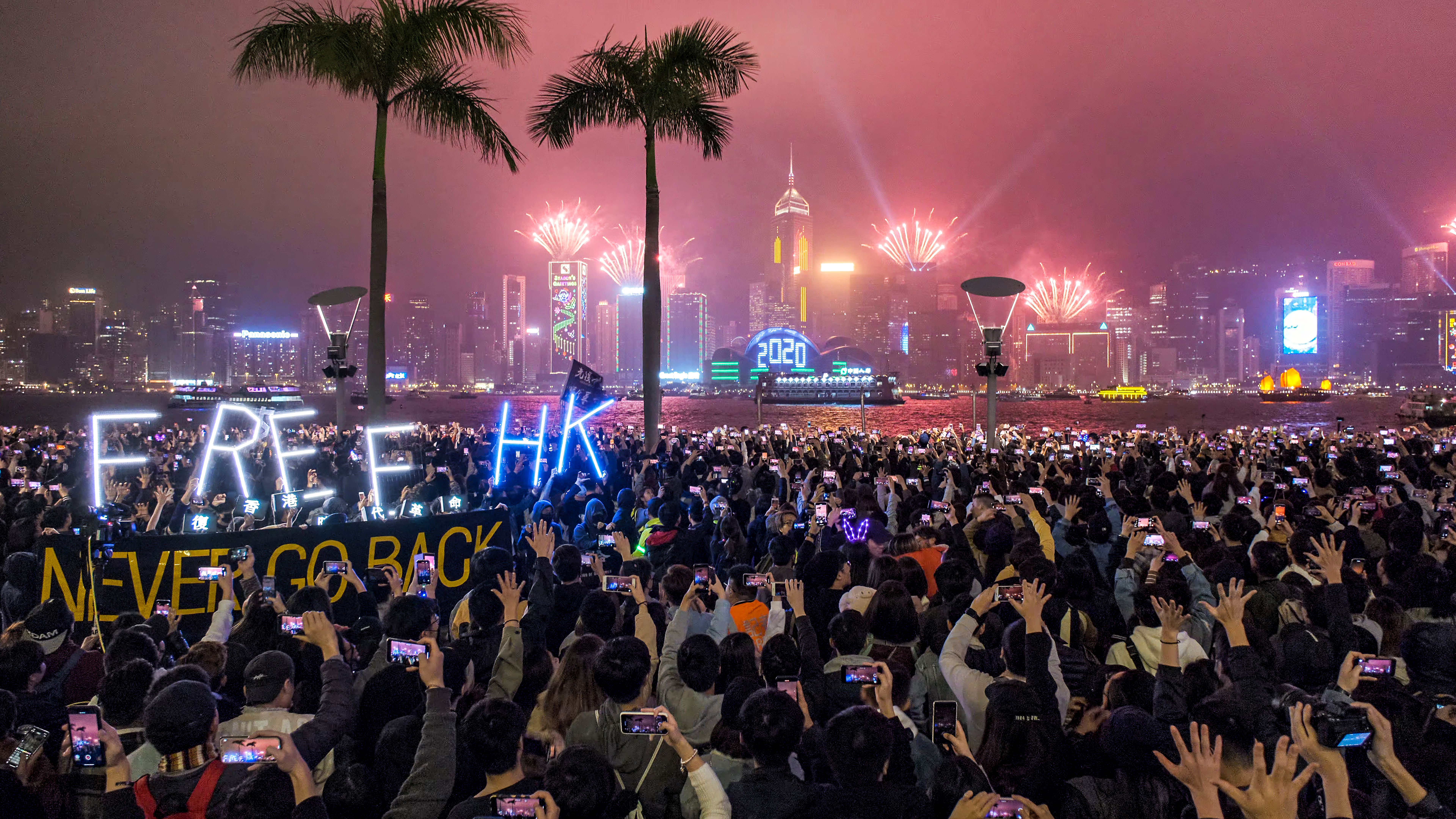
カウントダウン活動に参加しているデモ市民。

12月25日、クリスマスを迎えた香港では、ショッピングモール等でデモ行進が行われた。この日も、警察は催涙弾を使用し、一部デモ参加者は皮肉を込めて「White Christmas in Hong Kong（香港でのホワイトクリスマス）」等の文章と共に催涙弾を撃たれ白い煙に包まれたデモ参加者の写真をSNSに投稿した。

### 2020年1月-2月：新型コロナウイルス感染症の流行と形を変えた抗議活動

#### 元日のデモ

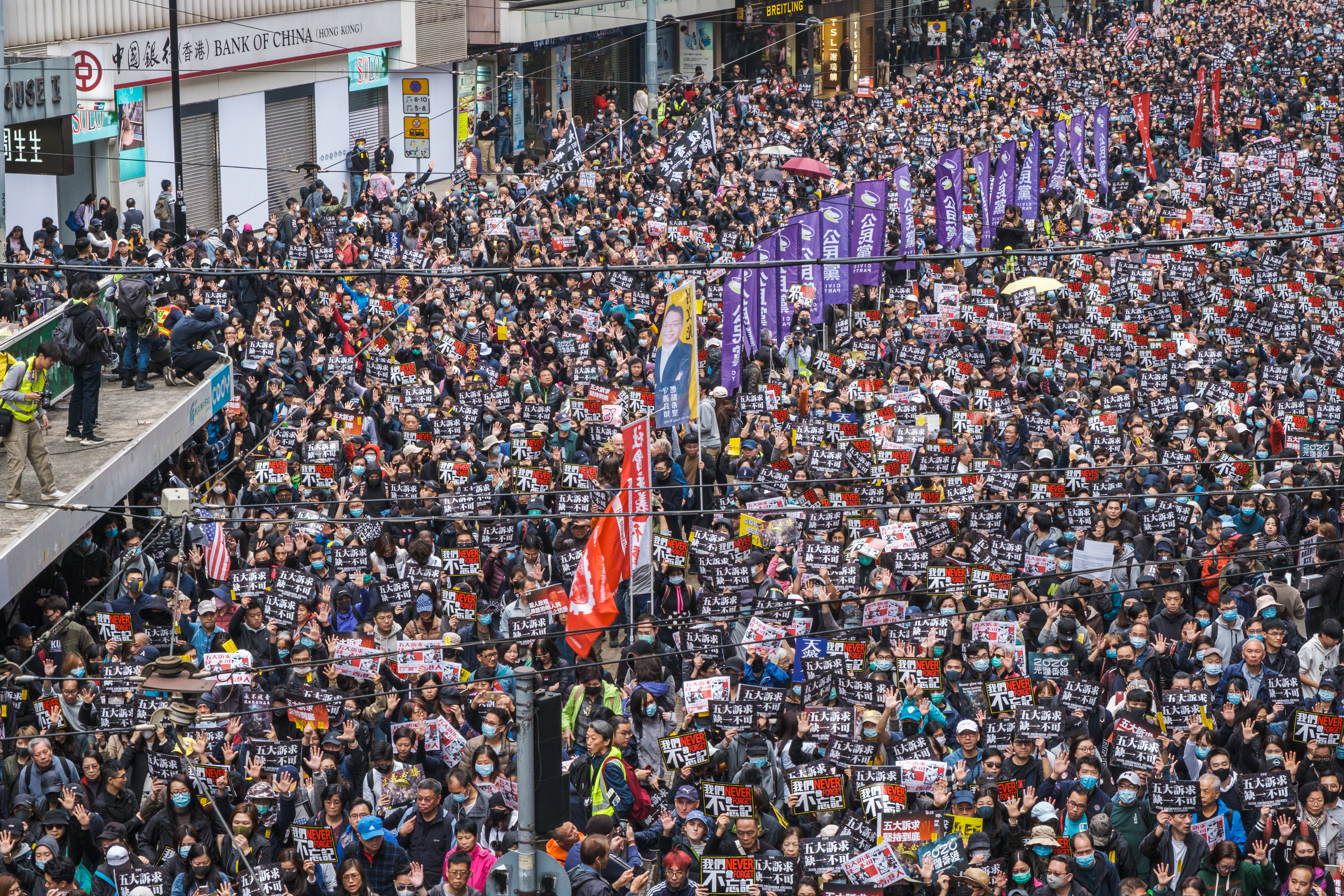
2020年、元日に実施されたデモ行進。

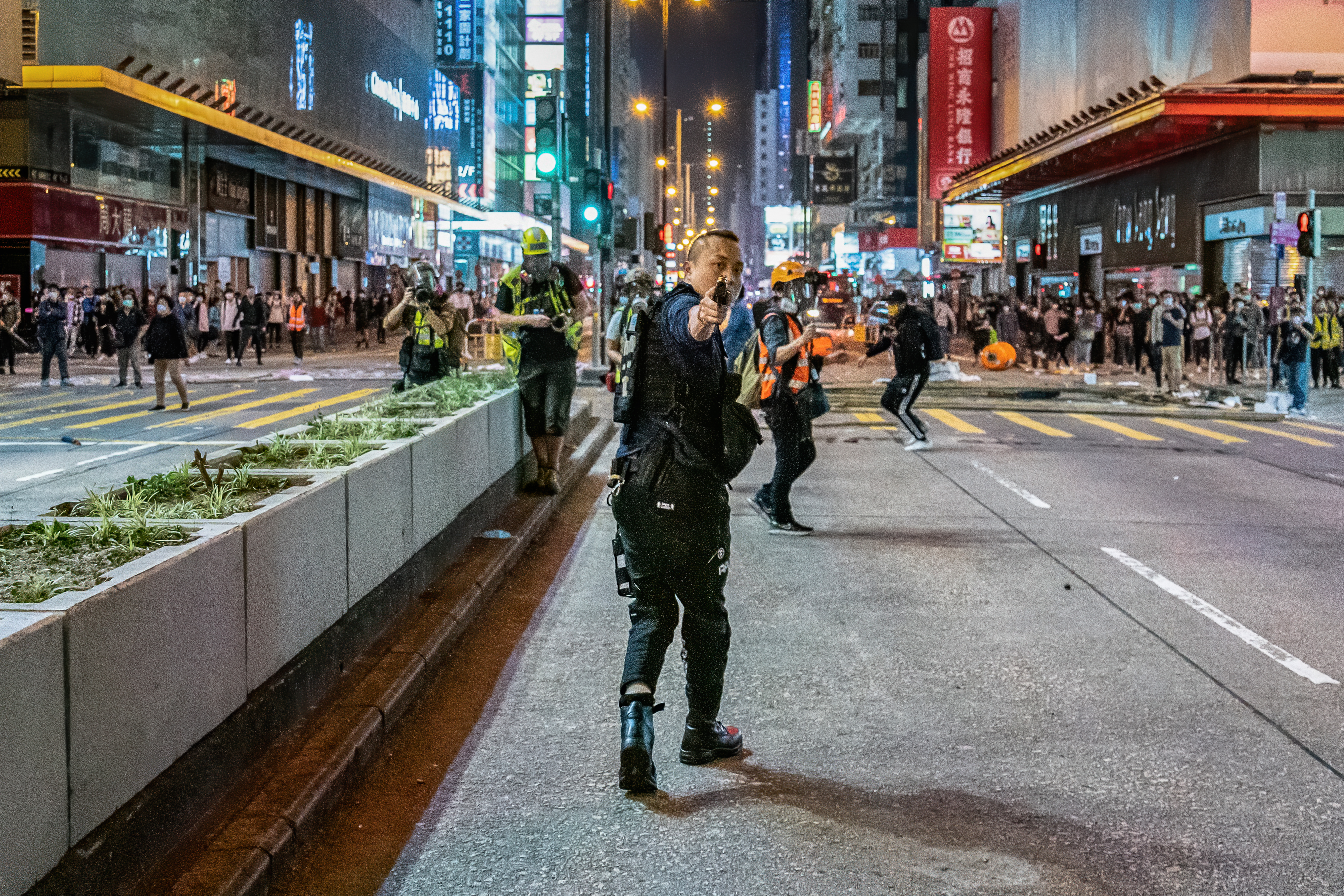
拳銃を手にしていた警察官。（2020年2月29日）

2020年1月1日、香港で行われた非建制派デモで約400人が逮捕された。この日のデモは平和的に始まったものの、一部が警察と衝突。混乱状態に陥り、警察はデモ隊を排除するため催涙ガスを放った。デモ参加者は、主催者発表で100万人以上、警察発表で約6万人となっている。
中国国務院は1月4日、中国共産党山西省委員会書記の駱恵寧氏が王志民氏に代わって中央人民政府駐香港特別行政区連絡弁公室（中連弁）主任に就任したと発表した。
1月に入ってからは、新型コロナウイルス感染症（COVID-19）流行の影響で、多数の人が集まる民主化要求デモの中止が相次いでいる一方で、感染症に関連した抗議活動が発生しており、それにデモ隊に参加している若者が加わっているものとみられている。一部は過激化しており、中国との境界封鎖を主張し、境界付近の施設や病院などで小型爆弾による爆発事件が発生し、未入居の公営住宅を検疫施設として利用する計画に、反対する近隣住民やデモ隊が、道路を封鎖し、信号機を破壊したり、建物に放火するなどの抗議活動が行われた。また、中国本土との境界の完全封鎖を求めるネットユーザーらが香港西九龍駅において、「封印高鐵站」（高速鉄道の駅の封印）を行って、政府の注目を喚起したいと呼びかけている。なお、香港政府は1月30日より、中国本土と香港を結ぶ高速鉄道、城際直通車の運行を暫定停止すると発表している。
2020年1月29日、新型コロナウイルスの感染が拡大している中国本土深圳で、マスクの着用を拒否した女性が警察に逮捕される事件が起きた。香港では数か月前まで、マスクを着用した人々が警察に逮捕されていた。

#### 形を変えた抗議活動
2020年2月3日から新型コロナウイルス（SARS-CoV-2）への感染が拡大している香港では、医療従事者がストライキを行い、中国本土と香港の境界を完全に封鎖する事を要求している。このストライキは事実上、2019年から継続する一連のデモの続きであるとされ、5日間続いた。同日、林鄭月娥行政長官は緊急記者会見で、2月4日0時より香港国際空港、深圳湾口岸、港珠澳大橋を除き、中国本土との出入境検査場を閉鎖すると発表した。
2020年2月4日、医療従事者による中国本土との境界の封鎖を求めるストライキが2日目を迎えた。同日時点で15人の感染が確認されている香港で新型コロナウイルス感染症による初の死者が発生した。
2020年2月25日、香港民意研究所が発表した世論調査によると、林鄭月娥行政長官の支持率は9％と初めて一桁になり、香港返還以降行政長官の支持率としては過去最低となった。一連の民主化デモへの対応の他に、ここ最近の新型コロナウイルス対応への不満が不支持拡大の要因と見られている。
2020年2月28日、香港警察は昨年8月31日に行われた無許可の大規模デモなど違法な集会に参加した容疑で、蘋果日報創業者の黎智英ら複数の民主派を逮捕した。
2020年2月29日、太子駅で8月31日に発生した香港警察によるデモ隊、市民への無差別暴行から半年となる抗議デモが行われ、現場となった太子駅では市民が献花に訪れる一方で、デモ隊が道路に障害物を設置したり、放火するなど各地で衝突が発生し、警察発表で15歳から54歳までの男女115名を逮捕した。こうした中、非建制派団体の一つ、香港民間集会団隊は新型コロナウイルスの感染拡大を背景にオンライン上で抗議集会を開いた。また、同様の理由で2020年3月20日に世界で同時発売した任天堂のゲーム「あつまれ どうぶつの森」に活動拠点を移した上で抗議活動を継続している活動家も報じられている。

### 2020年3月-4月：中国政府の圧力
2020年3月27日、新型コロナウイルスの感染拡大を防ぐため、3月29日より2週間（予定）、公共の場所で5人以上が集まることを禁止すると発表した。これにより事実上、抗議集会やデモは行えなくなった。
2020年4月9日、香港高等法院は、デモ参加者にマスク着用を禁じた「覆面禁止法」について、香港基本法に違反すると認定した一審判決を見直し、一部合憲の判決を下した。また、同時に発動された「緊急状況規則条例」について、合憲判断を下した。
2020年4月10日未明から『あつまれ どうぶつの森』のゲームソフトが中国の通販サイトから購入できなくなっていると香港メディアなどが報じた。原因は不明であるが、中国大陸メディアは「マイデザイン機能に問題があるとみられる」と報じており、同機能を利用して、香港民主化デモの場として同ゲームが使用されているのを中国当局が問題視した可能性がある。

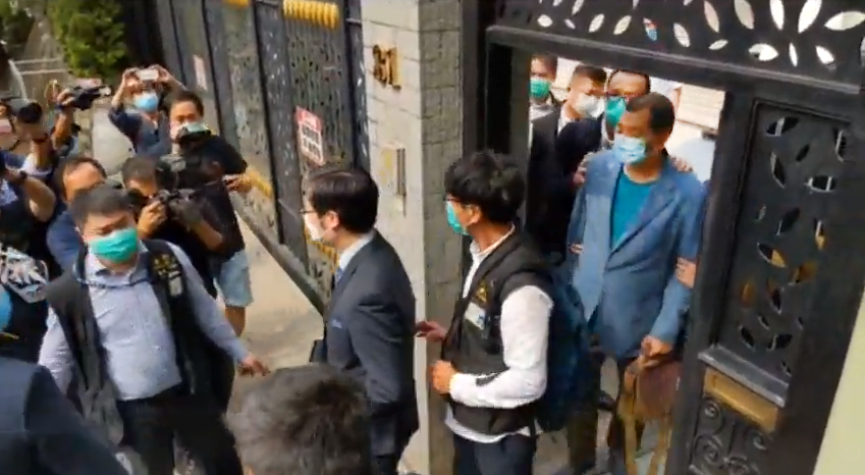
2020年4月18日、蘋果日報の創業者である黎智英が警察に逮捕された。

2020年4月18日、香港当局は違法なデモに参加した容疑で民主派の有力者を一斉に逮捕した。この時期の異例の大量検挙に、中国大陸当局の指示を受けたか、承認を取り付けた上での逮捕とみられている。これに対して、黄之鋒は「世界が新型コロナウイルスとの戦いに集中する最中、中国は香港民主化運動への弾圧を進めている」と批判した。またナンシー・ペロシ下院議長も、トランプ大統領に昨年成立した香港人権・民主主義法の発動を促した。

### 2020年5月-6月：中国政府、香港への規制強化
2020年5月10日、民主化デモの影響で事実上棚上げされていた「国歌条例案」を親中派が審議を強行再開したことに対する抗議活動が行われ、香港政府による集会禁止措置により中断していた抗議活動が事実上再開した。
2020年5月21日、22日から始まる全国人民代表大会（中国の国会に相当）において中国本土の法律である「国家安全法」の香港への適用が審議されるという複数の報道があった。実際に行われた場合、中国政府による香港の一国二制度に対する介入であるという見方が強い。「国家安全法」が香港に適用された場合、集会の自由（デモを行う自由含む）などが強く制限される可能性がある。民主派議員やデモ参加者はこれは「香港の終わり」であり「一国二制度の崩壊」であると発言している。
2020年5月22日、カナダのトルドー首相は香港に国家安全法を課す中国政府の提案に懸念を示し、真の対話と緊張緩和を今後も求め続け、状況を注視すると述べた。イギリス、オーストラリア、カナダは共同声明を発表し、「中国政府が香港へ国家安全法を導入すれば香港の一国二制度を明らかに損なう」という深い懸念を示した。また同日、香港ハンセン株価指数が5%以上の急落を記録、中国政府が「国家安全法」の香港への適用により香港の一国二制度への介入を試みていることから発生する複数の懸念が原因とされる。
2020年5月24日、新型コロナウイルスの感染拡大以降では最大規模となる「国家安全法」への抗議活動が行われ、数千人が参加した。デモ参加者は道路の封鎖やデモ行進、「天滅中共」や「香港独立」などと書かれたプラカードを掲げたり、シュプレヒコールなどで抗議し、一部の参加者は商店のガラスを割るなどした。香港警察はデモ参加者に対して、催涙弾を発射したり、放水するなどした。180人以上が逮捕された他、少なくとも6人が病院へ搬送され内1人が重体となった。同日、台湾（中華民国）の蔡英文総統は香港の人々に「必要な援助」を提供すると表明した。
2020年5月26日、国家安全法をめぐり「深刻な懸念」を表明する共同声明に同日時点で25か国の231人以上の国会議員が署名している。
2020年5月27日、市民数千人が「国家安全法」や「国歌条例案」に抗議するデモを行った。警察は約3500人を動員し、「違法な集会に参加した」などとして参加者360人以上を逮捕した。同日、ポンペオ米国務長官は「一国二制度」の下で香港で認められてきた「高度な自治」が維持されていないと発表し、議会に報告した。ポンペオ米国務長官は国家安全法に関して「香港の自治と自由を根本的に損なう」と非難し、香港を貿易面などで優遇する措置の継続は難しいとの考えを示した。
2020年5月28日、全人代は、香港に対して「国家安全法」を導入する方針を圧倒的賛成多数（賛成2878票、反対1票、棄権6票）で可決し、制定方針を採択して閉幕した。同日、アメリカ、イギリス、オーストラリア、カナダの4か国は共同声明を発表し、中国が香港に「国家安全法」を導入する方針を決定したことについて「深い懸念」を示し、中国の行動は「国際的な義務に直接抵触する」と指摘した。また同日、イギリスのドミニク・ラーブ外相は、（中国がこのまま香港に国家安全法を導入しようとする場合）香港がイギリスの植民地だった時代に香港人に対して発行された「英国海外市民旅券（BNO）」の保有者（約30万人いるとされる）に対して、将来的にイギリスの市民権を得る手段を与える可能性を示した。同日、日本の外務省は「全人代での香港に関する議決に関して、香港の情勢を深く憂慮し、一国二制度の下に自由で開かれた体制が維持されるべき」という内容の外務報道官談話を公開した。
2020年5月29日、トランプ大統領は「香港にはもはや十分な自治はなく、私たちが提供してきた特別扱いに値しない。中国は『一国二制度』を『一国一制度』に置き換えた」と中国を批判し、香港に認めている優遇措置の廃止に向けた手続きに入ると発表した。
2020年6月1日、国家安全法制に関して香港の新聞明報が行った世論調査によると「香港立法会を通さずに中国が立法を行うこと」に対して64%が反対と回答した。
2020年6月2日、アメリカのミネアポリスで白人警察官に拘束された黒人男性が死亡した事件に抗議する暴動や、デモ隊と警察との衝突が拡大する中、林鄭月娥行政長官は国家安全法を巡る海外の批判を「ダブルスタンダード」だと批判した。中国政府や国営メディアも、「香港のデモ参加者を英雄や闘士などと美化する一方、人種差別に反対する自国民を暴徒と呼んでいるのはどういう理由か」とアメリカ国内のデモと香港のデモへの対処で「二重基準」を用いていると非難した。これに対して、ポンペオ国務長官は6日声明を発表し、「中国共産党体制が悲劇的な死を悪用し、人間の基本的尊厳を踏みにじる自らの権威主義的な行為を正当化しようとしている。笑止千万なプロパガンダには誰もだまされない」と非難した。
2020年6月4日、天安門事件から31年目になるこの日、新型コロナウィルス対策を理由に警察が集会を許可しなかったため、毎年行われていた追悼集会が初めて開かれなかった。主催者は、自宅など各自の場所でろうそくを灯して一分間の黙とうをすることを呼びかけた。一方で、数万人の市民は集会禁止命令を無視し、ヴィクトリア公園などで追悼集会を行った。また同日、中国国歌への侮辱行為を禁じる国歌条例案が民主派の議員らが強く反発するなか香港立法会で可決された。
2020年6月9日、一連のデモの本格化から1年が経過し、この日もデモが開かれた。参加者は「香港独立 唯一出路(香港独立だけが唯一の道だ)」など新たなスローガンを叫ぶ人もいた。警察は唐辛子スプレーを使ってデモ参加者を排除した。日本で暮らす香港人などでつくる団体が香港の現状を考えるイベントを都内で開き、香港の民主活動家の周庭や日本の国会議員らが参加した。イベントの中で周庭は「『一国二制度』の香港がどんどん『一国一制度』になってしまっている。これから香港で何が起きるか想像がつかないし、私自身もいつ逮捕され、何年収監されるかわからず、本当に怖い」、「香港には多くの日本企業が進出し、日本人も大勢住んでいる。『一国二制度』が破壊されれば現地の日本人にも影響が及んでしまう」など、香港の現状について話し「人権は命や人間の尊厳の問題であり、日本政府にははっきりとした立場を示してほしい。」、「もっと関心を持ってほしい」と呼びかけた。
2020年6月12日、1年前の12日にデモ参加者が立法会（議会に当たる）を包囲してから1年を記念する抗議集会が行われ、数百人が参加した。中国国歌の侮辱を禁じる国歌条例が同日施行される中、デモのテーマソング「香港に栄光あれ」の合唱が起きた。また、デモのテーマソング「香港に栄光あれ」を学内で演奏することを止めなかったとして中学教師が学校から契約継続を拒否されたことが発覚し、生徒100人以上がこの「政治的抑圧」に抗議してデモを行った。
2020年6月13日、香港警察は、前日に行われた民主化デモを取材していた報道陣を退散させようとした際、記者に向かって「I can't breathe（息ができない）」「Black Lives Matter（黒人の命は大切）」と叫んだ警官をけん責処分としたと発表した。このフレーズは、白人警察官が黒人被疑者を死亡させたことに対する反人種差別抗議デモで頻繁に用いられている。
2020年6月18日、アメリカ、カナダ、フランス、ドイツ、イタリア、日本、英国の外務大臣及びEU上級代表は声明で「国家安全法を制定するとの中国の決定に関し、重大な懸念を強調する。「一国二制度」の原則や香港の高度の自治を深刻に損なうおそれがある。」と発表した。
2020年6月30日、中国の全人代（国会に相当）、常務委員会は「香港国家安全維持法案」を香港の議会を通さずに全会一致で可決したが、記事作成時点で法律の内容は公表されていない、一部条項には終身刑などの刑が盛り込まれている可能性も指摘されている。7月1日は香港返還の記念日で、デモも呼びかけられているが、取り締まりが大幅に強化される懸念が出ている。制定の報道を受け、著名な民主活動家の、黄之鋒（ウォン・ジーフン）、周庭（アグネス・チョウ）、羅冠聰（ネイサン・ロー）は民主派政党「香港衆志（デモシスト）」を離脱すると発表。今後は、個人の立場で活動を続けるとした。また、取り締まりを恐れて、民主化団体の解散、活動停止が相次いだ。台湾の蔡英文総統は同法を強く非難し「50年間は変わらないという香港への約束を中国が履行できなかったことに非常に失望している。一国二制度が実行不可能だということを証明した。」と述べた。日本の菅官房長官は記者会見で「国際社会や香港市民の強い懸念にもかかわらず、制定されたことは遺憾だ」と述べた。黄之鋒はTwitterへの投稿で「世界がこれまで知っていた香港の終わりを意味するもので、権限の拡大と不明瞭な法により、香港は秘密警察国家へと変わる」と同法を非難した。

### 2020年7月-8月：中国政府による香港国家安全維持法の発効とその影響

#### 香港国家安全維持法による言論弾圧の激化
2020年7月1日、香港返還から23年目を迎える。香港当局は、この日も新型コロナウイルス対策を理由に民主派による集会を禁止したが、それを無視して1000人近い市民がデモ行進をしたため、香港警察は「国家安全維持法に基づき逮捕する可能性がある」と書かれた警告旗を掲げ、放水車を使ってデモ隊を強制排除し、370人を逮捕した。また、デモ現場で「香港独立」と書かれた旗を所持してした男性が国家分裂を企てた容疑で「香港国家安全維持法」に基づいて香港警察に逮捕され、これが「香港国家安全維持法」が初めて適用された例となった。イギリス政府は、国家安全法が一国二制度を約束した1984年に英中両国が調印した英中共同宣言に違反していると批判して、香港返還前からの香港市民に発行される「英国海外市民(BNO)旅券」所持者に、従来半年間が期限だった滞在許可を5年間に延長し、その後の市民権申請を認める「特別な移民受け入れルート」を明らかにした。
2020年7月2日、著名な民主活動家の羅冠聰（ネイサン・ロー）氏がFacebookへの投稿で香港を離れたことを明らかにした。現在はイギリスに滞在しており、香港警察に国家安全維持法違反の容疑で指名手配されている。
2020年7月3日、国連人権高等弁務官事務所（OHCHR）は「香港国家安全維持法」について、「定義があいまいで範囲が広すぎる」と指摘し集会の自由や表現の自由といった基本的人権が侵害される恐れがあるとの見解を示した。同日、カナダは香港との犯罪人引渡し条約を停止を発表した。カナダは、中国が「香港国家安全維持法」を施行して以来、香港との犯罪人引渡し条約を停止する最初の国となった。
2020年7月4日、著名な民主活動家の黄之鋒氏ら3人の著書9種類（所蔵数400冊以上）が、4日までに香港の各公立図書館の本棚から撤去され蔵書検索サイトでも「審査中」等と表示され貸出予約が行えなくなっている。黄之鋒氏は「言論弾圧がますます広がっている」と対応を批判している。

#### IT企業等が香港政府へのユーザーデータ提供停止を相次いで発表
2020年7月5日、デモ参加者が連絡ツールの一つとして使用しているメッセージアプリのTelegramは「新法について合意に達するまでデータの提供を一時停止する」と発表した。
2020年7月6日、米国時間の7月6日米大手IT企業Google、Facebook、Twitter、はそれぞれ「香港国家安全維持法」に反対を表明し、香港政府からのユーザーデータ開示への対応を一時的に停止すると発表した。同法に対して、Twitterは「香港国家安全維持法の用語が曖昧で明確な定義を欠いているため、影響を検討して評価しています」と、Googleは「香港国家安全維持法の詳細を引き続き検討しています」、Facebookは「Facebookには政府の要求を審理するプロセスが存在し、このプロセスにはFacebook独自のポリシーや当該国の法律だけでなく、国際的な人権基準も関係しています。我々は国際的な人権専門家と協議などの同法に対する査定の結果が出るまで、政府の要請を一時的に保留しています」とそれぞれ発表している。
2020年7月7日、エンドツーエンド暗号化メッセージアプリのSignalは、Twitterへの投稿で「私たちも（Telegramと同様に香港政府へのデータ提供の）停止を発表します。私たちは今までも香港警察にユーザーデータを提供したことはありません。なぜなら、（ほぼ全てのデータを暗号化する設計になっているため）そもそも私たちには開示できるユーザーデータがないからです。」と発表し、「香港国家安全維持法」に反対する立場を表明した。
2020年7月8日、「香港国家安全維持法」の施行を受け中国政府は、香港に治安機関「国家安全維持公署」を開設した。開所式には爆弾処理班なども配置された。中国大陸から派遣される公安捜査員はここを拠点に、初めて香港域内で活動することになり、香港域内で幅広い捜査権を持つ。場合によっては香港市民を中国大陸に送致し、中国の裁判所で裁くこともできる（中国の裁判所の有罪率はほぼ100%）。香港政府は、学生・生徒が学校で「政治的な活動に関わること」を禁止した。禁じられた内容には「歌を歌うこと」「スローガンの掲示」「授業のボイコット」などが含まれる。
2020年7月9日、オーストラリアは香港との犯罪人引渡し条約を停止。また、技能を持つ香港からの移民に対し、永住権への道筋として5年間のビザの付与も発表した。
2020年7月10日、香港警察が民主派が11・12日に行う予備選の投票システムを運営する独立系世論調査機関の香港民意研究所を捜索。予備選を準備してきた元立法会議員の区諾軒氏は「（香港警察による捜索は）予備選と関係あるだろう。威嚇効果を狙ったのかもしれない」とコメントした。
2020年7月11日、香港警察が10日に行った「捜索」の影響で民主派の予備選の開始が3時間遅延。
2020年7月12日、香港の民主派が実施した立法会選挙の予備選で、2日間で目標に掲げられていた17万人を大きく上回る約58万人が投票を行い、選挙に対する有権者の関心の高さが示された。
2020年7月16日、テキストエディタのNotepad++はバージョン7.8.9として「Stand with Hong Kong」エディションを公開し、香港政府の対応を批判しデモを支持する立場を表明した。
2020年7月20日、イギリス政府は香港との犯罪人引渡し条約を「即日かつ恒久的に」停止するとの方針を明らかにした。ドミニク・ラーブ外相は議会で中国政府は香港国家安全維持法を「押し付け」たことで、国際的な約束に「深刻な違反をした」と述べた。最大野党の労働党も「正しい方向への一歩」だとこの方針に賛成している。
2020年7月21日、スイスのVPNサービス「ProtonVPN」は香港における民主主義、プライバシー、言論の自由を守るため、「7・8月の香港での売り上げの50%」および「寄付の全額」を、香港の2つの団体「612 Humanitarian Relief Fund」および「Stand With Hong Kong」に寄付すると発表した。韓国のネイバーは、利用者データを保管するサーバーを香港からシンガポールに移転したと明らかにした。理由として香港国家安全維持法に明言してはいないが、「（香港当局に）データの提供を要請されたことはない」との発言は行った。
2020年7月28日、ニュージーランドは「香港国家安全維持法」の施行を受け香港との犯罪人引渡し条約を停止すると発表した。
2020年7月31日、林鄭月娥行政長官は、新型コロナウイルス感染者数の増加を理由に、9月に予定されていた立法会選挙を1年延期すると発表した。政治的な配慮はないと強調する一方で、選挙延期発表の前には民主派候補12人の立候補資格が取り消されているため、民主派は反発している。海外でも、アメリカのポンペオ国務長官は、立法会選挙の延期について、「香港が2度と選挙をできなくなる可能性は高い」と述べて非難した。
2020年8月1日、香港警察は香港国家安全維持法に違反した容疑で、海外に滞在する活動家ら6人を指名手配した。海外在住者に同法を適用するのは初めて。
2020年8月2日、香港で新型コロナウイルス感染症の検査を実施するため、中国から香港に医療チームが派遣された。香港の立法会議員や香港市民の間では中国がウイルスの検査を口実に監視目的で市民のDNAサンプルの収集を試みているとの懸念が広がっている。中国の中国中央テレビ（CCTV）は前日の8月1日、「750万人の香港住民全員が無料のウイルス検査を受ける」と情報源を示さずに報じた。なお、8月21日に香港政府により、全住民対象の無料検査を9月1日より実施すると正式に発表され、中国本土と異なり検査を受けるかどうかは任意であり、検査終了後に検査サンプルは破棄し、香港の域外には持ち出されないとして、前述の懸念事項を否定している。
2020年8月5日、香港の西九龍裁判所は、「警察本部を包囲するデモに参加し、デモ参加者を扇動した罪」で民主活動家の周庭（アグネス・チョウ）氏に有罪判決を言い渡した。香港では活動家への締め付けが厳しくなっている。
2020年8月7日、アメリカ財務省は「香港における自由の抑圧に関与した」として、林鄭月娥香港行政長官、鄧炳強香港警務処長、盧偉聡元警務処長、李家超保安局長、鄭若驊律政司司長、曽国衛政制・内地事務局長、駱恵寧「中連弁」主任、張暁明「香港マカオ事務弁公室」副主任、夏宝竜「香港マカオ事務弁公室」主任、鄭雁雄「国家安全維持公署」署長、陳国基行政長官弁公室主任の11人を「米国内資産凍結、米国人との取引禁止」の制裁対象に指定した。

#### 民主活動家や民主派メディア創業者の逮捕と保釈
2020年8月10日、民主活動家の周庭（アグネス・チョウ）氏や、香港の民主派メディアグループ「壱伝媒（ネクスト・デジタル、Next Digital）」の創業者、黎智英（ジミー・ライ）氏など23歳から72歳までの男女10人が香港国家安全維持法に違反した疑いで逮捕された。これに対し、Twitter上では「#FreeAgnes」「#周庭氏の逮捕に抗議する」などのハッシュタグがトレンド入りしするなど抗議の声が広がった。また、メディアを支援する動きが広がり、民主派メディアグループ「壱伝媒（ネクスト・デジタル、Next Digital）」の株は一時300%以上急騰した。アメリカのポンペオ国務長官は「深く憂慮している」とコメント、民主活動家の羅冠聰氏は「日本の皆様のサポートが必要です」とコメント、EU報道官は「香港国家安全維持法が表現と報道の自由を抑えつけるために用いられている」と非難した。
2020年8月11日、前日逮捕された民主活動家の周庭（アグネス・チョウ）氏が保釈された。同氏はパスポートを没収され、取材した報道陣に「国安法は政治的弾圧に利用するためのものだと思う」と語った。
2020年8月12日、10日に逮捕された民主派メディアグループ創業者の黎智英（ジミー・ライ）氏が保釈された。10日逮捕された10人は周庭（アグネス・チョウ）氏や黎智英（ジミー・ライ）氏を含め全員保釈された。
2020年8月26日、抗議デモに参加したとして、民主派議員2人（林卓廷議員と許智峯議員）を含む16人が新たに逮捕された。

### 2020年9月-10月：中国に拘束された12人の香港人
2020年9月30日、香港に隣接する広東省深圳の検察当局は、密航の疑いで12人を逮捕したと発表した。香港メディアにると、12人は16～33歳の学生や民主活動家で2020年8月下旬に船で香港から台湾に脱出を試みたところ、中国海警局に拘束され中国で拘束されている。その後この12人の香港人は「12 HongKongers」や「12HKers」などと呼ばれ、この12人の解放を要求するデモが行われた。
2020年10月12日、中国国営メディアは「台湾のスパイ」による数百件の事件を集中的に摘発したと伝えた。昨年8月、人民武装警察部隊の訓練を違法に撮影したなどとしている。しかし、実際にはその訓練は中国当局による威嚇の側面が強く当時国内外のメディアが動画も含めて報道していた。
2020年10月13日、ProtonVPNは800,000香港ドル（約11,000,000円）を抗議参加者に法的・医療的支援を提供している香港の団体「612 Humanitarian Relief Fund」および「Stand With Hong Kong」に寄付したことを発表した。

### 2020年12月：周庭氏や黄之鋒氏に禁錮刑
2020年12月2日、香港の西九龍裁判所は複数の民主活動家に禁錮刑を言い渡した。「逃亡犯条例」改正案に抗議するために警察本部を包囲するなどした2019年6月21日に行われたデモを扇動した罪などに問われた周庭（アグネス・チョウ）氏には禁錮10か月、黄之鋒（ジョシュア・ウォン）氏には禁錮13.5か月、林朗彦氏には禁錮7か月の判決が言い渡された。
2021年1月7日、アメリカ合衆国議会が一部の過激なトランプ大統領支持者らによって占拠されたことについて、中国外務省の華春瑩報道官は、2019年に民主化を支持する若者らに香港の立法会が占拠された際、アメリカはデモ参加者を民主の英雄と呼んで美化したと述べ、アメリカは二重基準だと批判した。また、鎮圧の過程で死者が出たことについて、香港の際にはデモ隊に死者は一人も発生していないと批判した。

### 2021年3月：立法会選挙から民主派の排除
2021年3月11日、全人代は香港の選挙制度の見直しに関する「愛国者による香港統治」決定案を採択した。これにより、候補者を新たに設けられる「資格審査委員会」で審査する仕組みを導入して、民主派は選挙から事実上排除されることになった。また、新たな選挙制度の導入に間に合わせるために、新型コロナウィルスの影響で1年延期されている立法会選挙がさらに再延期される可能性があると複数の現地紙が報道している。

### 2021年6月：蘋果日報の廃刊
2021年6月4日、天安門事件から32年目になるこの日も、香港警察は2年連続で新型コロナウィルス対策を理由に集会を許可をせず、会場のヴィクトリア公園には数千人もの警察官を配備して封鎖した。市民は、周辺や繁華街でスマートフォンのライトを照らしたり、ろうそくの火をかかげたりしながら、静かに歩き抗議の意志を示した。
2021年6月24日、香港民主化デモを支持し、反中国的な論調で知られていた蘋果日報 (香港)が、政府から運営資金を凍結され経営危機に陥り、同日限りで廃刊した。
2021年7月1日、香港返還から24年目となるこの日、香港警察は、新型コロナウイルス対策を理由に集会を禁止し、約1万人の警官を各地に配置して警戒態勢を敷いた。また、民主派がデモの出発点としてきた香港島のビクトリア公園を封鎖し、前日にはSNS上に「ビクトリア公園で会おう」との画像を載せた民主派団体会員を、公安条例違反（未許可集会の公告）容疑で逮捕した。当日は、大半の主要紙の1面が共産党100周年と香港返還24周年を祝う全面広告を掲載した。前月24日には蘋果日報が廃刊しており、香港メディアは親中派一色となっていた。
2021年7月30日、ショッピングモールで行われていた東京オリンピックのパブリックビューイングにおいて、香港の選手が優勝した際、中国国歌が演奏されるとブーイングが上がり、「We　are　Hong　Kong（私たちは香港）」というかけ声が上がった。香港警察は、中国国歌を侮辱した容疑で、40歳の男性を逮捕した。国歌条例違反による逮捕者は初である。

### 2021年8月：デモ主催団体の解散、デモの終焉
2021年8月10日、香港の民主化運動を支えてきた教職員組合である香港教育専業人員協会が解散を発表した。また8月15日には、デモを主催してきた団体である民間人権陣線が解散したと発表した。

## 各国の反応
- 国際連合 - アントニオ・グテーレス事務総長の報道官は10月1日、「我々は常にデモ行動が平和になされるよう呼びかけており、保安機関には自制を求めている」と述べた[326]。また、OHCHRの報道官は覆面を禁止した香港政府に対し、「集会の自由は守られるべきだ」と指摘した[327]。
- 欧州連合 - 2019年10月1日の激しい衝突を受け、政府と市民の双方に、事態の「沈静化と抑制」を呼びかけた[328]。
- アメリカ合衆国 - アメリカ合衆国下院は10月15日・アメリカ合衆国上院は11月19日、「香港人権・民主主義法案」を全会一致で可決し、デモを支持した[329][330][169][170][171]。
- イギリス - ドミニク・ラーブ外務・英連邦大臣は2019年10月1日、デモ隊に対し実弾を発砲し負傷者を出した香港政府に対し、「実弾の使用は不相応であり状況を悪化させるだけだ」と非難する声明を発表した[326]。2020年5月22日、オーストラリア、カナダとの3カ国共同声明で「中国政府が香港へ国家安全法を導入すれば香港の一国二制度を明らかに損なう」という深い懸念を示した[226][227]。
- イスラエル - イスラエル外務省は、安全を確保するために、デモに参加しないようにする事を香港に住んでいるイスラエル国民に要請した[331]。
- イタリア - イタリア議会は外交および人権聴聞会は黄之鋒に対し、11月28日にビデオを通じて香港の状況について議会のメンバーと話すよう要請した。イタリアの中国大使館の報道官は翌日、強い不満と反対を表明したが、イタリア首相ジュゼッペ・コンテは30日に中国大使館の発言を容認できないものだとし、中国はイタリアの議会を尊重すべきだと述べた。また、外務大臣ルイジ・ディマヨは「中国とイタリアは経済貿易協定に署名しましたが、それは決して中国がイタリアのシステム、議会と政府について口出しができるという意味ではありません」と指摘した[332]。その後、外務委員会は12月3日に香港でのデモと連帯して決議を可決し、香港警察による武力虐待の調査を要求し、デモ参加者を釈放するようを求めた[333]。
- イラン - イラン外務省は抗議デモを非難した[334][335][336]。
- ウガンダ - ウガンダ外務省は「一国二制度」への支持を表明し、香港は中国の一部であると信じ、香港の問題は中国の内政であり、外国は干渉すべきではないと表明した[337]。
- オーストラリア - 2020年5月22日、イギリス、カナダとの3カ国共同声明で「中国政府が香港へ国家安全法を導入すれば香港の一国二制度を明らかに損なう」という深い懸念を示した[226][227]。
- カナダ - 2020年5月22日、トルドー首相は香港に国家安全法を課す中国政府の提案に懸念を示し、真の対話と緊張緩和を今後も求め続け、状況を注視すると述べた[226][227]。
- 北朝鮮 - 朝鮮労働党の機関紙労働新聞がデモ隊を「不純勢力が西側にそそのかされて繰り広げている暴動」と主張し[338]、中国政府の対応を全面的に支持すると表明した[16]。また、北朝鮮外務省の報道官も「中国の党と政府が取る立場と措置を全面的に支持する」と表明した[339]。
- シンガポール - リー・シェンロン首相は2019年10月10日、「（長引くデモが引き起こす）香港の不安定と信認の欠如は地域全体に悪影響を及ぼす」との懸念を表明した。デモの主因は、香港社会の分断や住民の不満にあるとして状況は深刻だとの認識を示した[340]。
- 大韓民国 - 過去に光州事件などの民主化運動弾圧を経験している韓国においても、香港で激しくなっている抗議活動に関して、市民、社会諸団体の間で連帯と支持を表明する動きが広がっている[341][342]。一方で文在寅大統領ははっきりした意見表明を避けた[343]。
- ドイツ - メルケル首相のスポークスマンは、デモは主要な行進者にとっての平和のしるしであると述べ、「我々はすべての利害関係者に香港が平和を継続することを保証するよう要請すると表明した[344]。本人自身は8月に友好的な対話を通して紛争を止めることを望んでいると言った。また、憲法（基本法）と住民の自由の保護についても言及しており、対話の中心にならなければならないと表明した[345]。
- 日本 - 2019年10月23日、内閣総理大臣の安倍晋三は中国の国家副主席である王岐山との会談で、香港情勢について「大変憂慮している」と懸念を示した[346][347]。
- ニュージーランド - 副首相兼外務大臣ウィンストン・ピーターズは6月に香港のデモ参加者の勇気を称賛し、一国二制度を尊重する必要があると述べた[348]。ジャシンダ・アーダーン首相は、8月に地元の大学で香港でのデモを支持したデモ参加者の表現の自由を支持した[349]。
- フィリピン - 8月のデモ参加の疑いでフィリピンのメイドが逮捕された後、労働大臣は、必要に応じて香港への外国の国内ヘルパーの渡航を停止すると述べた[350]。
- フランス - レドリオン外相は、デモ参加者との対話を再開し、現在の社会的危機を平和的に解決し、暴力の拡大を防ぐよう香港政府に求めた[351]。
- ロシア - 外務省報道官マリア・ザハロワは8月初旬、中露関係を破壊する目的で暴動を起すことにより、西側の外国勢力が香港の問題に介入したと述べた[352]。
- ベトナム - ベトナム外務省は、香港の抗議運動は中国の内政問題であり、一国二制度を支持すると表明した[353]。

## 各界の反応

### スポーツ界

#### NBA
NBAのアダム・シルバーコミッショナーは2019年10月9日、ダリル・モリーゼネラルマネジャーが謝罪に追い込まれる原因となったTwitterでの10月4日の香港デモ支持ツイートについて表現の自由を理由に容認した。これに対し中国政府はこの発言を非難し、中国で行われるNBAエキシビジョンゲームの放映を取りやめると発表した。

#### アジア太平洋ろう者スポーツ連合
アジア太平洋ろう者スポーツ連合（APDSC）および2019香港アジア太平洋ろう者競技大会組織委員会は、2019年10月10日、選手の安全確保などに影響を及ぼす可能性が払拭できないとして、第9回アジア太平洋ろう者競技大会の開催中止を決定した。

### IT業界

#### Apple
Appleは10月9日、人民日報の批判を受け、App Storeで配信していた警察の動きや催涙ガスの使用を追跡できる地図アプリ「HKmap.live」を、「香港警察や住民を危険にさらすような使い方をされていた」としてオンラインストアから削除した。

#### Twitter
Twitterは8月19日、中国政府がTwitter上で香港デモの抗議者側の正当性を弱めることを狙った情報操作を行っている指摘し、情報操作に関わった936件のアカウントを削除し、約20万件のアカウントのうちほとんどを凍結したと発表した。

#### Facebook
FacebookはTwitterの発表と同じく8月19日、「中国のネットワークが発信した香港に関する」7個のページ、3個のグループ、5個のアカウントがポリシーに違反したため削除したと発表した。

#### ブリザード・エンターテイメント
ブリザード・エンターテイメントは、デモを支持する発言をした香港出身のeスポーツ選手、Blitzchungに対し、1年間ハースストーンのトーナメントへの参加を禁止し、獲得していた約100万円の賞金を剥奪した（後日、賞金を返還し出場禁止措置を1年から半年へ短縮した）。また、同ゲームの公式大会生放送で香港デモを支持する内容のコメントの検閲を行っていることも2019年10月に発覚した。同社の対応に不満を持った三菱自動車の台湾支店は、同社のスポンサーから完全撤退した。

### 音楽業界
SEKAI NO OWARIは、「The Colors」ASIAの香港公演を中止したことを2019年11月3日、オフィシャルTwitterで発表した。

### アニメ業界

#### サウスパーク
ブラックジョークアニメとして知られる『サウスパーク』は、中国の刑務所における強制労働等の問題に触れたエピソード「Band in China」を公開し、中国では検閲されているくまのプーさん等も登場、中国はこれを検閲して中国国内で閲覧できなくした（中国のインターネット検閲システムについてはGFWを参照）。これに対するサウスパーク作成者の「公式な謝罪」は、NBAの対応等を絡ませたブラックジョークと皮肉に満ちた内容だった。

### アパレル業界

#### VANS
米スポーツシューズ大手Vans（ヴァンズ）が開催するスニーカーのデザインコンテストで、香港のデモを題材にした応募作が取り下げられる事態が発生した。
カナダの応募者による香港の旗のバウヒニアの花、2014年の民主化デモでシンボルとなった黄色い傘、側面にはガスマスクやゴーグル、ヘルメットを着けたデモ参加者が描かれていたデザインが投票でトップに立っていた。このデザインは投票開始から1週間余りで数万票を獲得していたとされるが、2019年10月5日にコンテストサイトから削除された。同社はフェイスブック上で、コンテストの趣旨に合わない「少数の応募作」を取り下げたと説明するが、デモ支持者はVansのボイコットを主張するなど強く反発した。
これを受け、SNS上ではVansのスニーカーをごみ箱に捨てたり、火を付けたりする動画が投稿された。Vansのフランチャイズ店を香港で展開するスニーカーチェーン「ダフード」は10月6日、3店舗の営業を休止すると発表した。

## 日本人のデモ嫌いを利用した香港デモでの認知戦
2025年の早稲田大学における研究にて、日本では2019年-2020年香港民主化デモに関する親中ナラティブ（中国政府に好意的なストーリー）が、イデオロギー的左派・右派を超えて広く受容され、拡散されていることが明らかになった。特に右派は、香港デモを国内の左派デモ（例：SEALDs）と関連付けて否定的に理解する傾向があり、このことが親中ナラティブの受容を促す要因となっている。また、日本人の「デモ嫌い」は、海外の民主化運動を権威主義的な視点で解釈させる脆弱性を生むことも示された。
オンライン実験では、日本人の成人を対象に「デモ嫌い」の程度を測定した上で、親中ナラティブ（「香港デモはCIAに扇動された暴動」）と主流ナラティブ（「香港デモは自由と民主を求める社会運動」）の提示を行った。その結果、デモ嫌いが強い群では親中ナラティブの受容が顕著で、主流ナラティブの影響はほとんど見られなかった。一方、デモ嫌いが弱い群では、主流ナラティブも受容される傾向が確認された。
このことは、日本特有の「デモ嫌い」が、権威主義国によるプロパガンダに対する脆弱性となり、民主化運動の理解を歪め、権威主義的なナラティブの拡散を助けてしまう可能性を示唆している。また、権威主義国の参加型プロパガンダは、必ずしも世論を分断するのではなく、イデオロギーを超えて受容されるケースがあることも示された。